# Llista d'asteroides (327001-328000)
Llista d'asteroides del 327.001 al 328.000, amb data de descoberta i descobridor. És un fragment de la llista d'asteroides completa. Als asteroides se'ls dona un número quan es confirma la seva òrbita, per tant apareixen llistats aproximadament segons la data de descobriment.

## 327001-327100
| Nom              | Designació provisional | Data de descobriment   | Lloc de descobriment | Descobridor/s        |
| ---------------- | ---------------------- | ---------------------- | -------------------- | -------------------- |
| 327001           | 2004 RB16              | 7 de setembre de 2004  | Kitt Peak            | Spacewatch           |
| 327002           | 2004 RD19              | 7 de setembre de 2004  | Kitt Peak            | Spacewatch           |
| 327003           | 2004 RU21              | 7 de setembre de 2004  | Kitt Peak            | Spacewatch           |
| 327004           | 2004 RO29              | 7 de setembre de 2004  | Socorro              | LINEAR               |
| 327005           | 2004 RG51              | 8 de setembre de 2004  | Socorro              | LINEAR               |
| 327006           | 2004 RY53              | 8 de setembre de 2004  | Socorro              | LINEAR               |
| 327007           | 2004 RG56              | 8 de setembre de 2004  | Socorro              | LINEAR               |
| 327008           | 2004 RY56              | 8 de setembre de 2004  | Socorro              | LINEAR               |
| 327009           | 2004 RK84              | 10 de setembre de 2004 | Wrightwood           | J. W. Young          |
| 327010           | 2004 RU92              | 8 de setembre de 2004  | Socorro              | LINEAR               |
| 327011           | 2004 RZ95              | 8 de setembre de 2004  | Socorro              | LINEAR               |
| 327012           | 2004 RF136             | 7 de setembre de 2004  | Palomar              | NEAT                 |
| 327013           | 2004 RK136             | 7 de setembre de 2004  | Palomar              | NEAT                 |
| 327014           | 2004 RO141             | 8 de setembre de 2004  | Socorro              | LINEAR               |
| 327015           | 2004 RU147             | 9 de setembre de 2004  | Socorro              | LINEAR               |
| 327016           | 2004 RR163             | 8 de setembre de 2004  | Palomar              | NEAT                 |
| 327017           | 2004 RQ181             | 10 de setembre de 2004 | Socorro              | LINEAR               |
| 327018           | 2004 RC199             | 10 de setembre de 2004 | Socorro              | LINEAR               |
| 327019           | 2004 RU204             | 12 de setembre de 2004 | Kitt Peak            | Spacewatch           |
| 327020           | 2004 RU206             | 11 de setembre de 2004 | Socorro              | LINEAR               |
| 327021           | 2004 RT209             | 11 de setembre de 2004 | Socorro              | LINEAR               |
| 327022           | 2004 RR212             | 11 de setembre de 2004 | Socorro              | LINEAR               |
| 327023           | 2004 RU219             | 11 de setembre de 2004 | Socorro              | LINEAR               |
| 327024           | 2004 RO225             | 9 de setembre de 2004  | Socorro              | LINEAR               |
| 327025           | 2004 RW229             | 9 de setembre de 2004  | Kitt Peak            | Spacewatch           |
| 327026           | 2004 RH238             | 10 de setembre de 2004 | Kitt Peak            | Spacewatch           |
| 327027           | 2004 RM238             | 10 de setembre de 2004 | Kitt Peak            | Spacewatch           |
| 327028           | 2004 RG246             | 10 de setembre de 2004 | Kitt Peak            | Spacewatch           |
| 327029           | 2004 RY253             | 6 de setembre de 2004  | Palomar              | NEAT                 |
| 327030           | 2004 RR289             | 12 de setembre de 2004 | Stony Ridge          | Stony Ridge          |
| 327031           | 2004 RD290             | 5 de setembre de 2004  | Siding Spring        | Siding Spring Survey |
| 327032           | 2004 RA312             | 15 de setembre de 2004 | Kitt Peak            | Spacewatch           |
| 327033           | 2004 RK323             | 13 de setembre de 2004 | Socorro              | LINEAR               |
| 327034           | 2004 RO324             | 13 de setembre de 2004 | Socorro              | LINEAR               |
| 327035           | 2004 RB335             | 15 de setembre de 2004 | Anderson Mesa        | LONEOS               |
| 327036           | 2004 RN345             | 11 de setembre de 2004 | Kitt Peak            | Spacewatch           |
| 327037           | 2004 RS346             | 10 de setembre de 2004 | Socorro              | LINEAR               |
| 327038           | 2004 RV346             | 12 de setembre de 2004 | Kitt Peak            | Spacewatch           |
| 327039           | 2004 RY356             | 4 de setembre de 2004  | Palomar              | NEAT                 |
| 327040           | 2004 SV4               | 17 de setembre de 2004 | Kitt Peak            | Spacewatch           |
| 327041           | 2004 SY21              | 16 de setembre de 2004 | Kitt Peak            | Spacewatch           |
| 327042           | 2004 SM23              | 17 de setembre de 2004 | Kitt Peak            | Spacewatch           |
| 327043           | 2004 SX29              | 17 de setembre de 2004 | Socorro              | LINEAR               |
| 327044           | 2004 SE38              | 17 de setembre de 2004 | Kitt Peak            | Spacewatch           |
| 327045           | 2004 SO47              | 18 de setembre de 2004 | Socorro              | LINEAR               |
| 327046           | 2004 SO59              | 24 de setembre de 2004 | Socorro              | LINEAR               |
| 327047           | 2004 TB5               | 4 d'octubre de 2004    | Kitt Peak            | Spacewatch           |
| 327048           | 2004 TJ23              | 4 d'octubre de 2004    | Kitt Peak            | Spacewatch           |
| 327049           | 2004 TN39              | 4 d'octubre de 2004    | Kitt Peak            | Spacewatch           |
| 327050           | 2004 TN55              | 4 d'octubre de 2004    | Kitt Peak            | Spacewatch           |
| 327051           | 2004 TW55              | 4 d'octubre de 2004    | Kitt Peak            | Spacewatch           |
| 327052           | 2004 TY61              | 5 d'octubre de 2004    | Anderson Mesa        | LONEOS               |
| 327053           | 2004 TP72              | 6 d'octubre de 2004    | Kitt Peak            | Spacewatch           |
| 327054           | 2004 TT85              | 5 d'octubre de 2004    | Kitt Peak            | Spacewatch           |
| 327055           | 2004 TZ85              | 5 d'octubre de 2004    | Kitt Peak            | Spacewatch           |
| 327056           | 2004 TA89              | 5 d'octubre de 2004    | Kitt Peak            | Spacewatch           |
| 327057           | 2004 TX144             | 4 d'octubre de 2004    | Kitt Peak            | Spacewatch           |
| 327058           | 2004 TG146             | 5 d'octubre de 2004    | Kitt Peak            | Spacewatch           |
| 327059           | 2004 TG149             | 23 de setembre de 2004 | Kitt Peak            | Spacewatch           |
| 327060           | 2004 TK155             | 23 de setembre de 2004 | Kitt Peak            | Spacewatch           |
| 327061           | 2004 TS157             | 6 d'octubre de 2004    | Kitt Peak            | Spacewatch           |
| 327062           | 2004 TF203             | 7 d'octubre de 2004    | Kitt Peak            | Spacewatch           |
| 327063           | 2004 TG204             | 7 d'octubre de 2004    | Kitt Peak            | Spacewatch           |
| 327064           | 2004 TE205             | 7 d'octubre de 2004    | Kitt Peak            | Spacewatch           |
| 327065           | 2004 TA206             | 7 d'octubre de 2004    | Kitt Peak            | Spacewatch           |
| 327066           | 2004 TE215             | 10 d'octubre de 2004   | Kitt Peak            | Spacewatch           |
| 327067           | 2004 TM235             | 8 d'octubre de 2004    | Kitt Peak            | Spacewatch           |
| 327068           | 2004 TS296             | 10 d'octubre de 2004   | Kitt Peak            | Spacewatch           |
| 327069           | 2004 TY305             | 10 d'octubre de 2004   | Socorro              | LINEAR               |
| 327070           | 2004 TN306             | 10 d'octubre de 2004   | Socorro              | LINEAR               |
| 327071           | 2004 TQ356             | 14 d'octubre de 2004   | Anderson Mesa        | LONEOS               |
| 327072           | 2004 TD369             | 8 d'octubre de 2004    | Kitt Peak            | Spacewatch           |
| 327073           | 2004 UD5               | 18 d'octubre de 2004   | Socorro              | LINEAR               |
| 327074           | 2004 UT6               | 20 d'octubre de 2004   | Socorro              | LINEAR               |
| 327075           | 2004 VW12              | 3 de novembre de 2004  | Palomar              | NEAT                 |
| 327076           | 2004 VO13              | 2 de novembre de 2004  | Palomar              | NEAT                 |
| 327077           | 2004 VW27              | 5 de novembre de 2004  | Palomar              | NEAT                 |
| 327078           | 2004 VR35              | 3 de novembre de 2004  | Kitt Peak            | Spacewatch           |
| 327079           | 2004 VW35              | 3 de novembre de 2004  | Kitt Peak            | Spacewatch           |
| 327080           | 2004 VK38              | 4 de novembre de 2004  | Kitt Peak            | Spacewatch           |
| 327081           | 2004 VV42              | 4 de novembre de 2004  | Kitt Peak            | Spacewatch           |
| 327082 Tournesol | 2004 VT65              | 10 de novembre de 2004 | Nogales              | M. Ory               |
| 327083           | 2004 VK68              | 10 de novembre de 2004 | Kitt Peak            | Spacewatch           |
| 327084           | 2004 VS86              | 10 de novembre de 2004 | Kitt Peak            | Spacewatch           |
| 327085           | 2004 VF89              | 11 de novembre de 2004 | Kitt Peak            | Spacewatch           |
| 327086           | 2004 WW7               | 19 de novembre de 2004 | Catalina             | CSS                  |
| 327087           | 2004 XH1               | 1 de desembre de 2004  | Catalina             | CSS                  |
| 327088           | 2004 XE8               | 2 de desembre de 2004  | Palomar              | NEAT                 |
| 327089           | 2004 XT14              | 10 de desembre de 2004 | Desert Moon          | B. L. Stevens        |
| 327090           | 2004 XR21              | 8 de desembre de 2004  | Socorro              | LINEAR               |
| 327091           | 2004 XA25              | 9 de desembre de 2004  | Kitt Peak            | Spacewatch           |
| 327092           | 2004 XB25              | 9 de desembre de 2004  | Kitt Peak            | Spacewatch           |
| 327093           | 2004 XO31              | 9 de desembre de 2004  | Catalina             | CSS                  |
| 327094           | 2004 XO33              | 10 de desembre de 2004 | Socorro              | LINEAR               |
| 327095           | 2004 XG56              | 10 de desembre de 2004 | Kitt Peak            | Spacewatch           |
| 327096           | 2004 XL94              | 11 de desembre de 2004 | Kitt Peak            | Spacewatch           |
| 327097           | 2004 XJ96              | 11 de desembre de 2004 | Kitt Peak            | Spacewatch           |
| 327098           | 2004 XM140             | 13 de desembre de 2004 | Kitt Peak            | Spacewatch           |
| 327099           | 2004 XQ144             | 13 de desembre de 2004 | Campo Imperatore     | CINEOS               |
| 327100           | 2004 XU159             | 14 de desembre de 2004 | Kitt Peak            | Spacewatch           |

## 327101-327200
| Nom    | Designació provisional | Data de descobriment   | Lloc de descobriment | Descobridor/s     |
| ------ | ---------------------- | ---------------------- | -------------------- | ----------------- |
| 327101 | 2004 XS179             | 14 de desembre de 2004 | Socorro              | LINEAR            |
| 327102 | 2004 XF186             | 14 de desembre de 2004 | Kitt Peak            | Spacewatch        |
| 327103 | 2005 AT12              | 6 de gener de 2005     | Socorro              | LINEAR            |
| 327104 | 2005 AH48              | 13 de gener de 2005    | Kitt Peak            | Spacewatch        |
| 327105 | 2005 AT55              | 28 de setembre de 2003 | Anderson Mesa        | LONEOS            |
| 327106 | 2005 AC68              | 13 de gener de 2005    | Kitt Peak            | Spacewatch        |
| 327107 | 2005 AA69              | 19 de desembre de 2004 | Mount Lemmon         | Mt. Lemmon Survey |
| 327108 | 2005 BC27              | 20 de gener de 2005    | Socorro              | LINEAR            |
| 327109 | 2005 CP1               | 16 de gener de 2005    | Kitt Peak            | Spacewatch        |
| 327110 | 2005 CY13              | 20 de desembre de 2004 | Mount Lemmon         | Mt. Lemmon Survey |
| 327111 | 2005 CH44              | 2 de febrer de 2005    | Kitt Peak            | Spacewatch        |
| 327112 | 2005 CZ46              | 2 de febrer de 2005    | Kitt Peak            | Spacewatch        |
| 327113 | 2005 CG65              | 9 de febrer de 2005    | Mount Lemmon         | Mt. Lemmon Survey |
| 327114 | 2005 EV7               | 1 de març de 2005      | Kitt Peak            | Spacewatch        |
| 327115 | 2005 EM27              | 3 de març de 2005      | Catalina             | CSS               |
| 327116 | 2005 ES55              | 4 de març de 2005      | Kitt Peak            | Spacewatch        |
| 327117 | 2005 EH63              | 4 de març de 2005      | Mount Lemmon         | Mt. Lemmon Survey |
| 327118 | 2005 EW65              | 4 de març de 2005      | Mount Lemmon         | Mt. Lemmon Survey |
| 327119 | 2005 EN80              | 4 de març de 2005      | Kitt Peak            | Spacewatch        |
| 327120 | 2005 EF91              | 8 de març de 2005      | Kitt Peak            | Spacewatch        |
| 327121 | 2005 EB115             | 4 de març de 2005      | Kitt Peak            | Spacewatch        |
| 327122 | 2005 EL137             | 9 de març de 2005      | Mount Lemmon         | Mt. Lemmon Survey |
| 327123 | 2005 EW141             | 10 de març de 2005     | Mount Lemmon         | Mt. Lemmon Survey |
| 327124 | 2005 ER144             | 10 de març de 2005     | Mount Lemmon         | Mt. Lemmon Survey |
| 327125 | 2005 EQ145             | 10 de març de 2005     | Mount Lemmon         | Mt. Lemmon Survey |
| 327126 | 2005 ER148             | 10 de març de 2005     | Kitt Peak            | Spacewatch        |
| 327127 | 2005 EY148             | 10 de març de 2005     | Kitt Peak            | Spacewatch        |
| 327128 | 2005 EM150             | 10 de març de 2005     | Kitt Peak            | Spacewatch        |
| 327129 | 2005 EW150             | 10 de març de 2005     | Kitt Peak            | Spacewatch        |
| 327130 | 2005 EL151             | 10 de març de 2005     | Kitt Peak            | Spacewatch        |
| 327131 | 2005 EO164             | 11 de març de 2005     | Catalina             | CSS               |
| 327132 | 2005 EJ181             | 9 de març de 2005      | Anderson Mesa        | LONEOS            |
| 327133 | 2005 EB185             | 9 de març de 2005      | Kitt Peak            | Spacewatch        |
| 327134 | 2005 EN186             | 10 de març de 2005     | Anderson Mesa        | LONEOS            |
| 327135 | 2005 EA195             | 11 de març de 2005     | Mount Lemmon         | Mt. Lemmon Survey |
| 327136 | 2005 EV195             | 11 de març de 2005     | Mount Lemmon         | Mt. Lemmon Survey |
| 327137 | 2005 EV206             | 13 de març de 2005     | Kitt Peak            | Spacewatch        |
| 327138 | 2005 EJ213             | 4 de març de 2005      | Mount Lemmon         | Mt. Lemmon Survey |
| 327139 | 2005 ES213             | 4 de març de 2005      | Mount Lemmon         | Mt. Lemmon Survey |
| 327140 | 2005 EE224             | 15 de març de 2005     | Mount Lemmon         | Mt. Lemmon Survey |
| 327141 | 2005 EC249             | 13 de març de 2005     | Kitt Peak            | Spacewatch        |
| 327142 | 2005 EJ257             | 11 de març de 2005     | Mount Lemmon         | Mt. Lemmon Survey |
| 327143 | 2005 ET262             | 13 de març de 2005     | Kitt Peak            | Spacewatch        |
| 327144 | 2005 EW264             | 13 de març de 2005     | Kitt Peak            | Spacewatch        |
| 327145 | 2005 GB9               | 1 d'abril de 2005      | Kitt Peak            | Spacewatch        |
| 327146 | 2005 GA26              | 2 d'abril de 2005      | Mount Lemmon         | Mt. Lemmon Survey |
| 327147 | 2005 GM33              | 4 d'abril de 2005      | Socorro              | LINEAR            |
| 327148 | 2005 GF45              | 5 d'abril de 2005      | Palomar              | NEAT              |
| 327149 | 2005 GW48              | 5 d'abril de 2005      | Mount Lemmon         | Mt. Lemmon Survey |
| 327150 | 2005 GS57              | 13 de març de 2005     | Mount Lemmon         | Mt. Lemmon Survey |
| 327151 | 2005 GX71              | 4 d'abril de 2005      | Mount Lemmon         | Mt. Lemmon Survey |
| 327152 | 2005 GM84              | 4 d'abril de 2005      | Mount Lemmon         | Mt. Lemmon Survey |
| 327153 | 2005 GO84              | 4 d'abril de 2005      | Kitt Peak            | Spacewatch        |
| 327154 | 2005 GW96              | 6 d'abril de 2005      | Mount Lemmon         | Mt. Lemmon Survey |
| 327155 | 2005 GJ100             | 9 d'abril de 2005      | Mount Lemmon         | Mt. Lemmon Survey |
| 327156 | 2005 GT113             | 9 d'abril de 2005      | Socorro              | LINEAR            |
| 327157 | 2005 GP126             | 11 d'abril de 2005     | Mount Lemmon         | Mt. Lemmon Survey |
| 327158 | 2005 GK127             | 12 d'abril de 2005     | Anderson Mesa        | LONEOS            |
| 327159 | 2005 GO163             | 10 d'abril de 2005     | Mount Lemmon         | Mt. Lemmon Survey |
| 327160 | 2005 GF167             | 11 d'abril de 2005     | Mount Lemmon         | Mt. Lemmon Survey |
| 327161 | 2005 HZ                | 16 d'abril de 2005     | Kitt Peak            | Spacewatch        |
| 327162 | 2005 HJ5               | 30 d'abril de 2005     | Kitt Peak            | Spacewatch        |
| 327163 | 2005 JC2               | 2 de maig de 2005      | Kitt Peak            | Spacewatch        |
| 327164 | 2005 JX2               | 3 de maig de 2005      | Kitt Peak            | Spacewatch        |
| 327165 | 2005 JC16              | 3 de maig de 2005      | Socorro              | LINEAR            |
| 327166 | 2005 JR38              | 7 de maig de 2005      | Kitt Peak            | Spacewatch        |
| 327167 | 2005 JM47              | 3 de maig de 2005      | Kitt Peak            | Spacewatch        |
| 327168 | 2005 JG59              | 8 de maig de 2005      | Anderson Mesa        | LONEOS            |
| 327169 | 2005 JE81              | 11 de maig de 2005     | Palomar              | NEAT              |
| 327170 | 2005 JM84              | 8 de maig de 2005      | Mount Lemmon         | Mt. Lemmon Survey |
| 327171 | 2005 JN85              | 8 de maig de 2005      | Mount Lemmon         | Mt. Lemmon Survey |
| 327172 | 2005 JC89              | 11 de maig de 2005     | Anderson Mesa        | LONEOS            |
| 327173 | 2005 JQ105             | 11 de maig de 2005     | Mount Lemmon         | Mt. Lemmon Survey |
| 327174 | 2005 JJ120             | 10 de maig de 2005     | Kitt Peak            | Spacewatch        |
| 327175 | 2005 JJ121             | 10 de maig de 2005     | Kitt Peak            | Spacewatch        |
| 327176 | 2005 JP127             | 12 de maig de 2005     | Socorro              | LINEAR            |
| 327177 | 2005 JJ185             | 14 de maig de 2005     | Mount Lemmon         | Mt. Lemmon Survey |
| 327178 | 2005 KD8               | 20 de maig de 2005     | Mount Lemmon         | Mt. Lemmon Survey |
| 327179 | 2005 KF13              | 19 de maig de 2005     | Mount Lemmon         | Mt. Lemmon Survey |
| 327180 | 2005 LH5               | 2 de juny de 2005      | Catalina             | CSS               |
| 327181 | 2005 LH23              | 8 de juny de 2005      | Kitt Peak            | Spacewatch        |
| 327182 | 2005 LN26              | 8 de juny de 2005      | Kitt Peak            | Spacewatch        |
| 327183 | 2005 LF32              | 13 de maig de 2005     | Kitt Peak            | Spacewatch        |
| 327184 | 2005 LF40              | 13 de juny de 2005     | Mount Lemmon         | Mt. Lemmon Survey |
| 327185 | 2005 LZ41              | 13 de juny de 2005     | Mount Lemmon         | Mt. Lemmon Survey |
| 327186 | 2005 LC42              | 13 de juny de 2005     | Mount Lemmon         | Mt. Lemmon Survey |
| 327187 | 2005 LF53              | 13 de juny de 2005     | Mount Lemmon         | Mt. Lemmon Survey |
| 327188 | 2005 MQ5               | 27 de juny de 2005     | Junk Bond            | D. Healy          |
| 327189 | 2005 MA7               | 27 de juny de 2005     | Mount Lemmon         | Mt. Lemmon Survey |
| 327190 | 2005 MY7               | 27 de juny de 2005     | Kitt Peak            | Spacewatch        |
| 327191 | 2005 MD12              | 28 de juny de 2005     | Palomar              | NEAT              |
| 327192 | 2005 MH22              | 30 de juny de 2005     | Kitt Peak            | Spacewatch        |
| 327193 | 2005 MQ28              | 29 de juny de 2005     | Kitt Peak            | Spacewatch        |
| 327194 | 2005 MG30              | 29 de juny de 2005     | Kitt Peak            | Spacewatch        |
| 327195 | 2005 MU30              | 29 de juny de 2005     | Palomar              | NEAT              |
| 327196 | 2005 MR33              | 29 de juny de 2005     | Kitt Peak            | Spacewatch        |
| 327197 | 2005 MC39              | 30 de juny de 2005     | Kitt Peak            | Spacewatch        |
| 327198 | 2005 MA54              | 20 de juny de 2005     | Palomar              | NEAT              |
| 327199 | 2005 NQ                | 2 de juliol de 2005    | Kitt Peak            | Spacewatch        |
| 327200 | 2005 NV7               | 1 de juliol de 2005    | Kitt Peak            | Spacewatch        |

## 327201-327300
| Nom    | Designació provisional | Data de descobriment   | Lloc de descobriment | Descobridor/s        |
| ------ | ---------------------- | ---------------------- | -------------------- | -------------------- |
| 327201 | 2005 NW15              | 2 de juliol de 2005    | Kitt Peak            | Spacewatch           |
| 327202 | 2005 NN40              | 3 de juliol de 2005    | Mount Lemmon         | Mt. Lemmon Survey    |
| 327203 | 2005 NX40              | 3 de juliol de 2005    | Mount Lemmon         | Mt. Lemmon Survey    |
| 327204 | 2005 NB46              | 5 de juliol de 2005    | Mount Lemmon         | Mt. Lemmon Survey    |
| 327205 | 2005 NU48              | 10 de juliol de 2005   | Catalina             | CSS                  |
| 327206 | 2005 NQ66              | 2 de juliol de 2005    | Kitt Peak            | Spacewatch           |
| 327207 | 2005 NF70              | 4 de juliol de 2005    | Palomar              | NEAT                 |
| 327208 | 2005 NB82              | 15 de juliol de 2005   | Kitt Peak            | Spacewatch           |
| 327209 | 2005 NA91              | 5 de juliol de 2005    | Mount Lemmon         | Mt. Lemmon Survey    |
| 327210 | 2005 NH101             | 11 de juliol de 2005   | Kitt Peak            | Spacewatch           |
| 327211 | 2005 NQ124             | 4 de juliol de 2005    | Palomar              | NEAT                 |
| 327212 | 2005 NY124             | 4 de juliol de 2005    | Campo Imperatore     | CINEOS               |
| 327213 | 2005 NT125             | 10 de juliol de 2005   | Siding Spring        | Siding Spring Survey |
| 327214 | 2005 ON2               | 26 de juliol de 2005   | Palomar              | NEAT                 |
| 327215 | 2005 OC17              | 30 de juliol de 2005   | Palomar              | NEAT                 |
| 327216 | 2005 OX17              | 30 de juliol de 2005   | Palomar              | NEAT                 |
| 327217 | 2005 OD25              | 31 de juliol de 2005   | Palomar              | NEAT                 |
| 327218 | 2005 OM28              | 30 de juliol de 2005   | Palomar              | NEAT                 |
| 327219 | 2005 PN23              | 6 d'agost de 2005      | Palomar              | NEAT                 |
| 327220 | 2005 QO                | 22 d'agost de 2005     | Haleakala            | NEAT                 |
| 327221 | 2005 QS26              | 27 d'agost de 2005     | Kitt Peak            | Spacewatch           |
| 327222 | 2005 QC28              | 27 d'agost de 2005     | Kanab                | E. Sheridan          |
| 327223 | 2005 QW61              | 26 d'agost de 2005     | Palomar              | NEAT                 |
| 327224 | 2005 QN90              | 25 d'agost de 2005     | Palomar              | NEAT                 |
| 327225 | 2005 QD100             | 27 d'agost de 2005     | Palomar              | NEAT                 |
| 327226 | 2005 QQ100             | 27 d'agost de 2005     | Palomar              | NEAT                 |
| 327227 | 2005 QH108             | 27 d'agost de 2005     | Palomar              | NEAT                 |
| 327228 | 2005 QO112             | 27 d'agost de 2005     | Palomar              | NEAT                 |
| 327229 | 2005 QO120             | 28 d'agost de 2005     | Kitt Peak            | Spacewatch           |
| 327230 | 2005 QD160             | 28 d'agost de 2005     | Anderson Mesa        | LONEOS               |
| 327231 | 2005 QO167             | 27 d'agost de 2005     | Anderson Mesa        | LONEOS               |
| 327232 | 2005 QH182             | 31 d'agost de 2005     | Kitt Peak            | Spacewatch           |
| 327233 | 2005 QT187             | 27 d'agost de 2005     | Palomar              | NEAT                 |
| 327234 | 2005 RL12              | 1 de setembre de 2005  | Kitt Peak            | Spacewatch           |
| 327235 | 2005 RN21              | 6 de setembre de 2005  | Anderson Mesa        | LONEOS               |
| 327236 | 2005 RG46              | 14 de setembre de 2005 | Apache Point         | A. C. Becker         |
| 327237 | 2005 RK46              | 14 de setembre de 2005 | Apache Point         | A. C. Becker         |
| 327238 | 2005 RG47              | 14 de setembre de 2005 | Apache Point         | A. C. Becker         |
| 327239 | 2005 SN18              | 26 de setembre de 2005 | Kitt Peak            | Spacewatch           |
| 327240 | 2005 SO20              | 24 de setembre de 2005 | Kitt Peak            | Spacewatch           |
| 327241 | 2005 SQ21              | 27 de setembre de 2005 | Palomar              | NEAT                 |
| 327242 | 2005 SY28              | 23 de setembre de 2005 | Kitt Peak            | Spacewatch           |
| 327243 | 2005 SQ32              | 23 de setembre de 2005 | Kitt Peak            | Spacewatch           |
| 327244 | 2005 SN43              | 24 de setembre de 2005 | Kitt Peak            | Spacewatch           |
| 327245 | 2005 SC45              | 24 de setembre de 2005 | Kitt Peak            | Spacewatch           |
| 327246 | 2005 SQ45              | 24 de setembre de 2005 | Kitt Peak            | Spacewatch           |
| 327247 | 2005 SZ46              | 24 de setembre de 2005 | Kitt Peak            | Spacewatch           |
| 327248 | 2005 SS53              | 25 de setembre de 2005 | Catalina             | CSS                  |
| 327249 | 2005 SO72              | 31 d'agost de 2005     | Palomar              | NEAT                 |
| 327250 | 2005 SG94              | 25 de setembre de 2005 | Kitt Peak            | Spacewatch           |
| 327251 | 2005 SG97              | 25 de setembre de 2005 | Palomar              | NEAT                 |
| 327252 | 2005 SP98              | 25 de setembre de 2005 | Kitt Peak            | Spacewatch           |
| 327253 | 2005 SD102             | 25 de setembre de 2005 | Kitt Peak            | Spacewatch           |
| 327254 | 2005 SB106             | 25 de setembre de 2005 | Kitt Peak            | Spacewatch           |
| 327255 | 2005 SF108             | 26 de setembre de 2005 | Kitt Peak            | Spacewatch           |
| 327256 | 2005 SM116             | 27 de setembre de 2005 | Palomar              | NEAT                 |
| 327257 | 2005 SV118             | 28 de setembre de 2005 | Palomar              | NEAT                 |
| 327258 | 2005 SA119             | 28 de setembre de 2005 | Palomar              | NEAT                 |
| 327259 | 2005 SJ120             | 29 de setembre de 2005 | Kitt Peak            | Spacewatch           |
| 327260 | 2005 SD122             | 29 de setembre de 2005 | Kitt Peak            | Spacewatch           |
| 327261 | 2005 SA126             | 29 de setembre de 2005 | Palomar              | NEAT                 |
| 327262 | 2005 SJ133             | 29 de setembre de 2005 | Kitt Peak            | Spacewatch           |
| 327263 | 2005 SM138             | 25 de setembre de 2005 | Kitt Peak            | Spacewatch           |
| 327264 | 2005 ST166             | 28 de setembre de 2005 | Palomar              | NEAT                 |
| 327265 | 2005 SG168             | 29 de setembre de 2005 | Kitt Peak            | Spacewatch           |
| 327266 | 2005 SS171             | 29 de setembre de 2005 | Kitt Peak            | Spacewatch           |
| 327267 | 2005 SR179             | 29 de setembre de 2005 | Anderson Mesa        | LONEOS               |
| 327268 | 2005 SD187             | 29 de setembre de 2005 | Kitt Peak            | Spacewatch           |
| 327269 | 2005 SV192             | 29 de setembre de 2005 | Kitt Peak            | Spacewatch           |
| 327270 | 2005 SV202             | 30 de setembre de 2005 | Mount Lemmon         | Mt. Lemmon Survey    |
| 327271 | 2005 SJ211             | 30 de setembre de 2005 | Palomar              | NEAT                 |
| 327272 | 2005 SY211             | 30 de setembre de 2005 | Mount Lemmon         | Mt. Lemmon Survey    |
| 327273 | 2005 SP216             | 30 de setembre de 2005 | Mount Lemmon         | Mt. Lemmon Survey    |
| 327274 | 2005 SS225             | 29 de setembre de 2005 | Kitt Peak            | Spacewatch           |
| 327275 | 2005 SS233             | 30 de setembre de 2005 | Mount Lemmon         | Mt. Lemmon Survey    |
| 327276 | 2005 SM237             | 29 de setembre de 2005 | Kitt Peak            | Spacewatch           |
| 327277 | 2005 SJ247             | 30 de setembre de 2005 | Kitt Peak            | Spacewatch           |
| 327278 | 2005 ST255             | 22 de setembre de 2005 | Palomar              | NEAT                 |
| 327279 | 2005 SD265             | 26 de setembre de 2005 | Kitt Peak            | Spacewatch           |
| 327280 | 2005 SC280             | 24 de setembre de 2005 | Palomar              | NEAT                 |
| 327281 | 2005 ST291             | 26 de setembre de 2005 | Kitt Peak            | Spacewatch           |
| 327282 | 2005 TR9               | 1 d'octubre de 2005    | Catalina             | CSS                  |
| 327283 | 2005 TL15              | 3 d'octubre de 2005    | Kitt Peak            | Spacewatch           |
| 327284 | 2005 TC33              | 1 d'octubre de 2005    | Kitt Peak            | Spacewatch           |
| 327285 | 2005 TT42              | 4 d'octubre de 2005    | Palomar              | NEAT                 |
| 327286 | 2005 TQ46              | 1 d'octubre de 2005    | Pla D'Arguines       | R. Ferrando          |
| 327287 | 2005 TE55              | 5 d'octubre de 2005    | Kitt Peak            | Spacewatch           |
| 327288 | 2005 TE64              | 6 d'octubre de 2005    | Catalina             | CSS                  |
| 327289 | 2005 TO77              | 6 d'octubre de 2005    | Catalina             | CSS                  |
| 327290 | 2005 TN97              | 6 d'octubre de 2005    | Mount Lemmon         | Mt. Lemmon Survey    |
| 327291 | 2005 TV101             | 7 d'octubre de 2005    | Anderson Mesa        | LONEOS               |
| 327292 | 2005 TJ104             | 8 d'octubre de 2005    | Socorro              | LINEAR               |
| 327293 | 2005 TG116             | 7 d'octubre de 2005    | Kitt Peak            | Spacewatch           |
| 327294 | 2005 TJ116             | 7 d'octubre de 2005    | Kitt Peak            | Spacewatch           |
| 327295 | 2005 TS120             | 7 d'octubre de 2005    | Kitt Peak            | Spacewatch           |
| 327296 | 2005 TX120             | 7 d'octubre de 2005    | Kitt Peak            | Spacewatch           |
| 327297 | 2005 TF121             | 7 d'octubre de 2005    | Kitt Peak            | Spacewatch           |
| 327298 | 2005 TX138             | 29 de setembre de 2005 | Kitt Peak            | Spacewatch           |
| 327299 | 2005 TB141             | 8 d'octubre de 2005    | Kitt Peak            | Spacewatch           |
| 327300 | 2005 TK141             | 8 d'octubre de 2005    | Kitt Peak            | Spacewatch           |

## 327301-327400
| Nom    | Designació provisional | Data de descobriment   | Lloc de descobriment | Descobridor/s     |
| ------ | ---------------------- | ---------------------- | -------------------- | ----------------- |
| 327301 | 2005 TP144             | 8 d'octubre de 2005    | Kitt Peak            | Spacewatch        |
| 327302 | 2005 TJ146             | 29 de setembre de 2005 | Kitt Peak            | Spacewatch        |
| 327303 | 2005 TW154             | 9 d'octubre de 2005    | Kitt Peak            | Spacewatch        |
| 327304 | 2005 TV166             | 9 d'octubre de 2005    | Kitt Peak            | Spacewatch        |
| 327305 | 2005 TK178             | 1 d'octubre de 2005    | Catalina             | CSS               |
| 327306 | 2005 TD193             | 11 d'octubre de 2005   | Apache Point         | A. C. Becker      |
| 327307 | 2005 UK7               | 28 d'octubre de 2005   | Socorro              | LINEAR            |
| 327308 | 2005 UL10              | 21 d'octubre de 2005   | Palomar              | NEAT              |
| 327309 | 2005 UV13              | 22 d'octubre de 2005   | Kitt Peak            | Spacewatch        |
| 327310 | 2005 UR14              | 22 d'octubre de 2005   | Kitt Peak            | Spacewatch        |
| 327311 | 2005 UZ14              | 22 d'octubre de 2005   | Kitt Peak            | Spacewatch        |
| 327312 | 2005 UB18              | 22 d'octubre de 2005   | Catalina             | CSS               |
| 327313 | 2005 UL21              | 23 d'octubre de 2005   | Kitt Peak            | Spacewatch        |
| 327314 | 2005 UE27              | 23 d'octubre de 2005   | Catalina             | CSS               |
| 327315 | 2005 UA28              | 23 d'octubre de 2005   | Kitt Peak            | Spacewatch        |
| 327316 | 2005 UK31              | 24 d'octubre de 2005   | Kitt Peak            | Spacewatch        |
| 327317 | 2005 UA35              | 24 d'octubre de 2005   | Kitt Peak            | Spacewatch        |
| 327318 | 2005 UF40              | 24 d'octubre de 2005   | Kitt Peak            | Spacewatch        |
| 327319 | 2005 UW42              | 22 d'octubre de 2005   | Kitt Peak            | Spacewatch        |
| 327320 | 2005 UU43              | 22 d'octubre de 2005   | Kitt Peak            | Spacewatch        |
| 327321 | 2005 UG44              | 22 d'octubre de 2005   | Kitt Peak            | Spacewatch        |
| 327322 | 2005 UO53              | 23 d'octubre de 2005   | Catalina             | CSS               |
| 327323 | 2005 UM78              | 29 de setembre de 2005 | Mount Lemmon         | Mt. Lemmon Survey |
| 327324 | 2005 UL81              | 26 d'octubre de 2005   | Anderson Mesa        | LONEOS            |
| 327325 | 2005 UO84              | 22 d'octubre de 2005   | Kitt Peak            | Spacewatch        |
| 327326 | 2005 UJ90              | 22 d'octubre de 2005   | Kitt Peak            | Spacewatch        |
| 327327 | 2005 UP94              | 22 d'octubre de 2005   | Kitt Peak            | Spacewatch        |
| 327328 | 2005 UH100             | 22 d'octubre de 2005   | Kitt Peak            | Spacewatch        |
| 327329 | 2005 UY101             | 22 d'octubre de 2005   | Kitt Peak            | Spacewatch        |
| 327330 | 2005 UU110             | 22 d'octubre de 2005   | Kitt Peak            | Spacewatch        |
| 327331 | 2005 UN120             | 24 d'octubre de 2005   | Kitt Peak            | Spacewatch        |
| 327332 | 2005 UX126             | 24 d'octubre de 2005   | Kitt Peak            | Spacewatch        |
| 327333 | 2005 UB128             | 24 d'octubre de 2005   | Kitt Peak            | Spacewatch        |
| 327334 | 2005 UV133             | 25 d'octubre de 2005   | Kitt Peak            | Spacewatch        |
| 327335 | 2005 UW141             | 25 d'octubre de 2005   | Catalina             | CSS               |
| 327336 | 2005 UJ142             | 25 d'octubre de 2005   | Catalina             | CSS               |
| 327337 | 2005 UN154             | 26 d'octubre de 2005   | Kitt Peak            | Spacewatch        |
| 327338 | 2005 UY160             | 22 d'octubre de 2005   | Catalina             | CSS               |
| 327339 | 2005 UP165             | 30 de setembre de 2005 | Mount Lemmon         | Mt. Lemmon Survey |
| 327340 | 2005 UP169             | 24 d'octubre de 2005   | Kitt Peak            | Spacewatch        |
| 327341 | 2005 UR173             | 24 d'octubre de 2005   | Kitt Peak            | Spacewatch        |
| 327342 | 2005 US177             | 24 d'octubre de 2005   | Kitt Peak            | Spacewatch        |
| 327343 | 2005 UZ185             | 25 d'octubre de 2005   | Mount Lemmon         | Mt. Lemmon Survey |
| 327344 | 2005 UE186             | 25 d'octubre de 2005   | Mount Lemmon         | Mt. Lemmon Survey |
| 327345 | 2005 UB189             | 27 d'octubre de 2005   | Mount Lemmon         | Mt. Lemmon Survey |
| 327346 | 2005 UZ190             | 27 d'octubre de 2005   | Mount Lemmon         | Mt. Lemmon Survey |
| 327347 | 2005 UG195             | 22 d'octubre de 2005   | Kitt Peak            | Spacewatch        |
| 327348 | 2005 UA199             | 25 d'octubre de 2005   | Kitt Peak            | Spacewatch        |
| 327349 | 2005 UT203             | 1 d'octubre de 2005    | Mount Lemmon         | Mt. Lemmon Survey |
| 327350 | 2005 UD205             | 26 d'octubre de 2005   | Anderson Mesa        | LONEOS            |
| 327351 | 2005 UH227             | 25 d'octubre de 2005   | Kitt Peak            | Spacewatch        |
| 327352 | 2005 UQ227             | 25 d'octubre de 2005   | Kitt Peak            | Spacewatch        |
| 327353 | 2005 UR228             | 25 d'octubre de 2005   | Kitt Peak            | Spacewatch        |
| 327354 | 2005 US231             | 25 d'octubre de 2005   | Mount Lemmon         | Mt. Lemmon Survey |
| 327355 | 2005 UH235             | 25 d'octubre de 2005   | Kitt Peak            | Spacewatch        |
| 327356 | 2005 UG236             | 25 d'octubre de 2005   | Kitt Peak            | Spacewatch        |
| 327357 | 2005 UR236             | 25 d'octubre de 2005   | Kitt Peak            | Spacewatch        |
| 327358 | 2005 US241             | 25 d'octubre de 2005   | Kitt Peak            | Spacewatch        |
| 327359 | 2005 UL243             | 25 d'octubre de 2005   | Kitt Peak            | Spacewatch        |
| 327360 | 2005 UV244             | 25 d'octubre de 2005   | Kitt Peak            | Spacewatch        |
| 327361 | 2005 UW254             | 22 d'octubre de 2005   | Catalina             | CSS               |
| 327362 | 2005 UM256             | 25 de setembre de 2005 | Kitt Peak            | Spacewatch        |
| 327363 | 2005 UL260             | 25 d'octubre de 2005   | Kitt Peak            | Spacewatch        |
| 327364 | 2005 UG266             | 22 d'octubre de 2005   | Kitt Peak            | Spacewatch        |
| 327365 | 2005 UB269             | 1 d'octubre de 2005    | Mount Lemmon         | Mt. Lemmon Survey |
| 327366 | 2005 UJ276             | 24 d'octubre de 2005   | Kitt Peak            | Spacewatch        |
| 327367 | 2005 UF282             | 26 d'octubre de 2005   | Kitt Peak            | Spacewatch        |
| 327368 | 2005 UN283             | 26 d'octubre de 2005   | Kitt Peak            | Spacewatch        |
| 327369 | 2005 UX291             | 26 d'octubre de 2005   | Kitt Peak            | Spacewatch        |
| 327370 | 2005 UW293             | 26 d'octubre de 2005   | Kitt Peak            | Spacewatch        |
| 327371 | 2005 UF309             | 28 d'octubre de 2005   | Mount Lemmon         | Mt. Lemmon Survey |
| 327372 | 2005 UT310             | 29 d'octubre de 2005   | Mount Lemmon         | Mt. Lemmon Survey |
| 327373 | 2005 UP321             | 27 d'octubre de 2005   | Mount Lemmon         | Mt. Lemmon Survey |
| 327374 | 2005 UX322             | 28 d'octubre de 2005   | Kitt Peak            | Spacewatch        |
| 327375 | 2005 UU324             | 29 d'octubre de 2005   | Mount Lemmon         | Mt. Lemmon Survey |
| 327376 | 2005 UM328             | 28 d'octubre de 2005   | Mount Lemmon         | Mt. Lemmon Survey |
| 327377 | 2005 UO332             | 29 d'octubre de 2005   | Kitt Peak            | Spacewatch        |
| 327378 | 2005 UF333             | 29 d'octubre de 2005   | Mount Lemmon         | Mt. Lemmon Survey |
| 327379 | 2005 UP343             | 31 d'octubre de 2005   | Catalina             | CSS               |
| 327380 | 2005 UG349             | 25 d'octubre de 2005   | Catalina             | CSS               |
| 327381 | 2005 UW371             | 30 de setembre de 2005 | Mount Lemmon         | Mt. Lemmon Survey |
| 327382 | 2005 UK375             | 27 d'octubre de 2005   | Kitt Peak            | Spacewatch        |
| 327383 | 2005 UL378             | 29 d'octubre de 2005   | Kitt Peak            | Spacewatch        |
| 327384 | 2005 UG381             | 29 d'octubre de 2005   | Kitt Peak            | Spacewatch        |
| 327385 | 2005 UH387             | 30 d'octubre de 2005   | Mount Lemmon         | Mt. Lemmon Survey |
| 327386 | 2005 UN390             | 29 d'octubre de 2005   | Mount Lemmon         | Mt. Lemmon Survey |
| 327387 | 2005 UG412             | 31 d'octubre de 2005   | Mount Lemmon         | Mt. Lemmon Survey |
| 327388 | 2005 UX414             | 25 d'octubre de 2005   | Kitt Peak            | Spacewatch        |
| 327389 | 2005 UL430             | 28 d'octubre de 2005   | Kitt Peak            | Spacewatch        |
| 327390 | 2005 UU438             | 28 d'octubre de 2005   | Catalina             | CSS               |
| 327391 | 2005 UV439             | 29 d'octubre de 2005   | Catalina             | CSS               |
| 327392 | 2005 UQ460             | 28 d'octubre de 2005   | Mount Lemmon         | Mt. Lemmon Survey |
| 327393 | 2005 UU463             | 30 d'octubre de 2005   | Kitt Peak            | Spacewatch        |
| 327394 | 2005 UE467             | 30 d'octubre de 2005   | Kitt Peak            | Spacewatch        |
| 327395 | 2005 UH478             | 27 d'octubre de 2005   | Kitt Peak            | Spacewatch        |
| 327396 | 2005 UL489             | 23 d'octubre de 2005   | Catalina             | CSS               |
| 327397 | 2005 UH493             | 25 d'octubre de 2005   | Catalina             | CSS               |
| 327398 | 2005 UL505             | 24 d'octubre de 2005   | Mauna Kea            | D. J. Tholen      |
| 327399 | 2005 UL512             | 30 d'octubre de 2005   | Kitt Peak            | Spacewatch        |
| 327400 | 2005 UE521             | 26 d'octubre de 2005   | Apache Point         | A. C. Becker      |

## 327401-327500
| Nom    | Designació provisional | Data de descobriment   | Lloc de descobriment | Descobridor/s        |
| ------ | ---------------------- | ---------------------- | -------------------- | -------------------- |
| 327401 | 2005 VU                | 1 de novembre de 2005  | La Silla             | R. Behrend           |
| 327402 | 2005 VV3               | 5 de novembre de 2005  | Socorro              | LINEAR               |
| 327403 | 2005 VQ11              | 3 de novembre de 2005  | Kitt Peak            | Spacewatch           |
| 327404 | 2005 VU22              | 1 de novembre de 2005  | Kitt Peak            | Spacewatch           |
| 327405 | 2005 VO32              | 4 de novembre de 2005  | Kitt Peak            | Spacewatch           |
| 327406 | 2005 VA33              | 4 de novembre de 2005  | Kitt Peak            | Spacewatch           |
| 327407 | 2005 VG42              | 3 de novembre de 2005  | Catalina             | CSS                  |
| 327408 | 2005 VY42              | 4 de novembre de 2005  | Socorro              | LINEAR               |
| 327409 | 2005 VA52              | 3 de novembre de 2005  | Catalina             | CSS                  |
| 327410 | 2005 VH58              | 5 de novembre de 2005  | Kitt Peak            | Spacewatch           |
| 327411 | 2005 VL75              | 1 de novembre de 2005  | Socorro              | LINEAR               |
| 327412 | 2005 VG89              | 6 de novembre de 2005  | Kitt Peak            | Spacewatch           |
| 327413 | 2005 VY91              | 6 de novembre de 2005  | Mount Lemmon         | Mt. Lemmon Survey    |
| 327414 | 2005 VS101             | 2 de novembre de 2005  | Mount Lemmon         | Mt. Lemmon Survey    |
| 327415 | 2005 VV107             | 5 de novembre de 2005  | Kitt Peak            | Spacewatch           |
| 327416 | 2005 VF112             | 6 de novembre de 2005  | Mount Lemmon         | Mt. Lemmon Survey    |
| 327417 | 2005 VP119             | 8 de novembre de 2005  | Wildberg             | R. Apitzsch          |
| 327418 | 2005 VL122             | 14 de novembre de 2005 | Palomar              | NEAT                 |
| 327419 | 2005 VR128             | 1 de novembre de 2005  | Apache Point         | A. C. Becker         |
| 327420 | 2005 VO135             | 12 de novembre de 2005 | Kitt Peak            | Spacewatch           |
| 327421 | 2005 WP                | 20 de novembre de 2005 | Wrightwood           | J. W. Young          |
| 327422 | 2005 WU15              | 22 de novembre de 2005 | Kitt Peak            | Spacewatch           |
| 327423 | 2005 WH21              | 21 de novembre de 2005 | Kitt Peak            | Spacewatch           |
| 327424 | 2005 WF22              | 21 de novembre de 2005 | Kitt Peak            | Spacewatch           |
| 327425 | 2005 WK29              | 21 de novembre de 2005 | Kitt Peak            | Spacewatch           |
| 327426 | 2005 WY34              | 22 de novembre de 2005 | Kitt Peak            | Spacewatch           |
| 327427 | 2005 WC36              | 22 de novembre de 2005 | Kitt Peak            | Spacewatch           |
| 327428 | 2005 WR36              | 22 de novembre de 2005 | Kitt Peak            | Spacewatch           |
| 327429 | 2005 WP39              | 25 de novembre de 2005 | Mount Lemmon         | Mt. Lemmon Survey    |
| 327430 | 2005 WA59              | 28 de novembre de 2005 | Junk Bond            | D. Healy             |
| 327431 | 2005 WY69              | 26 de novembre de 2005 | Kitt Peak            | Spacewatch           |
| 327432 | 2005 WL75              | 25 de novembre de 2005 | Kitt Peak            | Spacewatch           |
| 327433 | 2005 WY77              | 25 de novembre de 2005 | Kitt Peak            | Spacewatch           |
| 327434 | 2005 WK81              | 26 de novembre de 2005 | Mount Lemmon         | Mt. Lemmon Survey    |
| 327435 | 2005 WO89              | 26 de novembre de 2005 | Kitt Peak            | Spacewatch           |
| 327436 | 2005 WF95              | 26 de novembre de 2005 | Kitt Peak            | Spacewatch           |
| 327437 | 2005 WE96              | 26 de novembre de 2005 | Kitt Peak            | Spacewatch           |
| 327438 | 2005 WY98              | 28 de novembre de 2005 | Mount Lemmon         | Mt. Lemmon Survey    |
| 327439 | 2005 WR102             | 25 de novembre de 2005 | Catalina             | CSS                  |
| 327440 | 2005 WJ104             | 1 de novembre de 2005  | Mount Lemmon         | Mt. Lemmon Survey    |
| 327441 | 2005 WS104             | 28 de novembre de 2005 | Catalina             | CSS                  |
| 327442 | 2005 WY105             | 29 de novembre de 2005 | Catalina             | CSS                  |
| 327443 | 2005 WD110             | 30 de novembre de 2005 | Kitt Peak            | Spacewatch           |
| 327444 | 2005 WR116             | 30 de novembre de 2005 | Socorro              | LINEAR               |
| 327445 | 2005 WE121             | 30 de novembre de 2005 | Socorro              | LINEAR               |
| 327446 | 2005 WK126             | 25 de novembre de 2005 | Mount Lemmon         | Mt. Lemmon Survey    |
| 327447 | 2005 WZ126             | 25 de novembre de 2005 | Catalina             | CSS                  |
| 327448 | 2005 WU128             | 25 de novembre de 2005 | Mount Lemmon         | Mt. Lemmon Survey    |
| 327449 | 2005 WB131             | 25 de novembre de 2005 | Mount Lemmon         | Mt. Lemmon Survey    |
| 327450 | 2005 WH137             | 26 de novembre de 2005 | Mount Lemmon         | Mt. Lemmon Survey    |
| 327451 | 2005 WR149             | 28 de novembre de 2005 | Kitt Peak            | Spacewatch           |
| 327452 | 2005 WU153             | 31 d'octubre de 2005   | Catalina             | CSS                  |
| 327453 | 2005 WM161             | 28 de novembre de 2005 | Mount Lemmon         | Mt. Lemmon Survey    |
| 327454 | 2005 WT164             | 29 de novembre de 2005 | Mount Lemmon         | Mt. Lemmon Survey    |
| 327455 | 2005 WF166             | 29 de novembre de 2005 | Mount Lemmon         | Mt. Lemmon Survey    |
| 327456 | 2005 WS166             | 29 de novembre de 2005 | Mount Lemmon         | Mt. Lemmon Survey    |
| 327457 | 2005 WG167             | 30 de novembre de 2005 | Kitt Peak            | Spacewatch           |
| 327458 | 2005 WJ178             | 30 de novembre de 2005 | Kitt Peak            | Spacewatch           |
| 327459 | 2005 WJ179             | 21 de novembre de 2005 | Anderson Mesa        | LONEOS               |
| 327460 | 2005 WH186             | 1 d'octubre de 2005    | Mount Lemmon         | Mt. Lemmon Survey    |
| 327461 | 2005 XN37              | 4 de desembre de 2005  | Kitt Peak            | Spacewatch           |
| 327462 | 2005 XU56              | 6 de desembre de 2005  | Socorro              | LINEAR               |
| 327463 | 2005 XO69              | 6 de desembre de 2005  | Kitt Peak            | Spacewatch           |
| 327464 | 2005 XE76              | 7 de desembre de 2005  | Kitt Peak            | Spacewatch           |
| 327465 | 2005 XT76              | 1 de novembre de 2005  | Kitt Peak            | Spacewatch           |
| 327466 | 2005 XT92              | 7 de desembre de 2005  | Socorro              | LINEAR               |
| 327467 | 2005 XK101             | 1 de desembre de 2005  | Kitt Peak            | M. W. Buie           |
| 327468 | 2005 XT109             | 1 de desembre de 2005  | Kitt Peak            | M. W. Buie           |
| 327469 | 2005 XX109             | 1 de desembre de 2005  | Kitt Peak            | M. W. Buie           |
| 327470 | 2005 XC115             | 2 de desembre de 2005  | Mount Lemmon         | Mt. Lemmon Survey    |
| 327471 | 2005 YL2               | 21 de desembre de 2005 | Kitt Peak            | Spacewatch           |
| 327472 | 2005 YM8               | 23 de desembre de 2005 | Palomar              | NEAT                 |
| 327473 | 2005 YJ16              | 3 de novembre de 2005  | Mount Lemmon         | Mt. Lemmon Survey    |
| 327474 | 2005 YW18              | 23 de desembre de 2005 | Kitt Peak            | Spacewatch           |
| 327475 | 2005 YJ29              | 29 d'octubre de 2005   | Mount Lemmon         | Mt. Lemmon Survey    |
| 327476 | 2005 YM47              | 14 de juliol de 2004   | Siding Spring        | Siding Spring Survey |
| 327477 | 2005 YH58              | 24 de desembre de 2005 | Kitt Peak            | Spacewatch           |
| 327478 | 2005 YR58              | 24 de desembre de 2005 | Kitt Peak            | Spacewatch           |
| 327479 | 2005 YY58              | 25 de desembre de 2005 | Mount Lemmon         | Mt. Lemmon Survey    |
| 327480 | 2005 YR77              | 24 de desembre de 2005 | Kitt Peak            | Spacewatch           |
| 327481 | 2005 YD80              | 24 de desembre de 2005 | Kitt Peak            | Spacewatch           |
| 327482 | 2005 YK81              | 24 de desembre de 2005 | Kitt Peak            | Spacewatch           |
| 327483 | 2005 YD86              | 25 de desembre de 2005 | Mount Lemmon         | Mt. Lemmon Survey    |
| 327484 | 2005 YV88              | 25 de desembre de 2005 | Mount Lemmon         | Mt. Lemmon Survey    |
| 327485 | 2005 YK116             | 25 de desembre de 2005 | Kitt Peak            | Spacewatch           |
| 327486 | 2005 YW140             | 28 de desembre de 2005 | Mount Lemmon         | Mt. Lemmon Survey    |
| 327487 | 2005 YD143             | 28 de desembre de 2005 | Mount Lemmon         | Mt. Lemmon Survey    |
| 327488 | 2005 YM147             | 29 de desembre de 2005 | Mount Lemmon         | Mt. Lemmon Survey    |
| 327489 | 2005 YE179             | 26 de desembre de 2005 | Mount Lemmon         | Mt. Lemmon Survey    |
| 327490 | 2005 YF181             | 23 de desembre de 2005 | Palomar              | NEAT                 |
| 327491 | 2005 YG181             | 23 de desembre de 2005 | Palomar              | NEAT                 |
| 327492 | 2005 YB189             | 29 de desembre de 2005 | Kitt Peak            | Spacewatch           |
| 327493 | 2005 YL193             | 30 de desembre de 2005 | Kitt Peak            | Spacewatch           |
| 327494 | 2005 YS197             | 25 de desembre de 2005 | Kitt Peak            | Spacewatch           |
| 327495 | 2005 YM200             | 22 de desembre de 2005 | Kitt Peak            | Spacewatch           |
| 327496 | 2005 YE245             | 30 de desembre de 2005 | Kitt Peak            | Spacewatch           |
| 327497 | 2005 YU281             | 26 de desembre de 2005 | Mount Lemmon         | Mt. Lemmon Survey    |
| 327498 | 2006 AL10              | 4 de gener de 2006     | Mount Lemmon         | Mt. Lemmon Survey    |
| 327499 | 2006 AR22              | 6 de gener de 2006     | Socorro              | LINEAR               |
| 327500 | 2006 AQ36              | 4 de gener de 2006     | Kitt Peak            | Spacewatch           |

## 327501-327600
| Nom         | Designació provisional | Data de descobriment   | Lloc de descobriment | Descobridor/s     |
| ----------- | ---------------------- | ---------------------- | -------------------- | ----------------- |
| 327501      | 2006 AE56              | 28 de desembre de 2005 | Kitt Peak            | Spacewatch        |
| 327502      | 2006 AO62              | 6 de gener de 2006     | Kitt Peak            | Spacewatch        |
| 327503      | 2006 AJ69              | 6 de gener de 2006     | Kitt Peak            | Spacewatch        |
| 327504      | 2006 AP70              | 6 de gener de 2006     | Kitt Peak            | Spacewatch        |
| 327505      | 2006 AF78              | 8 de gener de 2006     | Mount Lemmon         | Mt. Lemmon Survey |
| 327506      | 2006 AE79              | 6 de gener de 2006     | Kitt Peak            | Spacewatch        |
| 327507      | 2006 AB105             | 7 de gener de 2006     | Mount Lemmon         | Mt. Lemmon Survey |
| 327508      | 2006 BS                | 20 de gener de 2006    | Socorro              | LINEAR            |
| 327509      | 2006 BV6               | 20 de gener de 2006    | Kitt Peak            | Spacewatch        |
| 327510      | 2006 BO17              | 22 de gener de 2006    | Mount Lemmon         | Mt. Lemmon Survey |
| 327511      | 2006 BB25              | 23 de gener de 2006    | Mount Lemmon         | Mt. Lemmon Survey |
| 327512 Bíró | 2006 BR26              | 24 de gener de 2006    | Piszkesteto          | K. Sarneczky      |
| 327513      | 2006 BJ46              | 23 de gener de 2006    | Mount Lemmon         | Mt. Lemmon Survey |
| 327514      | 2006 BF54              | 25 de gener de 2006    | Kitt Peak            | Spacewatch        |
| 327515      | 2006 BO61              | 22 de gener de 2006    | Catalina             | CSS               |
| 327516      | 2006 BV67              | 23 de gener de 2006    | Kitt Peak            | Spacewatch        |
| 327517      | 2006 BY71              | 23 de gener de 2006    | Kitt Peak            | Spacewatch        |
| 327518      | 2006 BU78              | 23 de gener de 2006    | Kitt Peak            | Spacewatch        |
| 327519      | 2006 BN79              | 23 de gener de 2006    | Kitt Peak            | Spacewatch        |
| 327520      | 2006 BD88              | 25 de gener de 2006    | Kitt Peak            | Spacewatch        |
| 327521      | 2006 BM94              | 26 de gener de 2006    | Kitt Peak            | Spacewatch        |
| 327522      | 2006 BK97              | 26 de gener de 2006    | Mount Lemmon         | Mt. Lemmon Survey |
| 327523      | 2006 BS108             | 25 de gener de 2006    | Kitt Peak            | Spacewatch        |
| 327524      | 2006 BM112             | 25 de gener de 2006    | Kitt Peak            | Spacewatch        |
| 327525      | 2006 BN112             | 25 de gener de 2006    | Kitt Peak            | Spacewatch        |
| 327526      | 2006 BP112             | 25 de gener de 2006    | Kitt Peak            | Spacewatch        |
| 327527      | 2006 BQ126             | 26 de gener de 2006    | Kitt Peak            | Spacewatch        |
| 327528      | 2006 BH128             | 26 de gener de 2006    | Kitt Peak            | Spacewatch        |
| 327529      | 2006 BW136             | 28 de gener de 2006    | Mount Lemmon         | Mt. Lemmon Survey |
| 327530      | 2006 BK137             | 28 de gener de 2006    | Mount Lemmon         | Mt. Lemmon Survey |
| 327531      | 2006 BT142             | 26 de gener de 2006    | Mount Lemmon         | Mt. Lemmon Survey |
| 327532      | 2006 BU145             | 24 de gener de 2006    | Socorro              | LINEAR            |
| 327533      | 2006 BE150             | 24 de gener de 2006    | Anderson Mesa        | LONEOS            |
| 327534      | 2006 BR151             | 25 de gener de 2006    | Kitt Peak            | Spacewatch        |
| 327535      | 2006 BY151             | 25 de gener de 2006    | Kitt Peak            | Spacewatch        |
| 327536      | 2006 BJ154             | 25 de gener de 2006    | Kitt Peak            | Spacewatch        |
| 327537      | 2006 BT157             | 25 de gener de 2006    | Kitt Peak            | Spacewatch        |
| 327538      | 2006 BE169             | 26 de gener de 2006    | Mount Lemmon         | Mt. Lemmon Survey |
| 327539      | 2006 BU179             | 27 de gener de 2006    | Mount Lemmon         | Mt. Lemmon Survey |
| 327540      | 2006 BN180             | 27 de gener de 2006    | Mount Lemmon         | Mt. Lemmon Survey |
| 327541      | 2006 BO186             | 28 de gener de 2006    | Mount Lemmon         | Mt. Lemmon Survey |
| 327542      | 2006 BV193             | 30 de gener de 2006    | Kitt Peak            | Spacewatch        |
| 327543      | 2006 BQ246             | 31 de gener de 2006    | Mount Lemmon         | Mt. Lemmon Survey |
| 327544      | 2006 BM250             | 31 de gener de 2006    | Kitt Peak            | Spacewatch        |
| 327545      | 2006 BR256             | 31 de gener de 2006    | Kitt Peak            | Spacewatch        |
| 327546      | 2006 BL258             | 23 de gener de 2006    | Kitt Peak            | Spacewatch        |
| 327547      | 2006 BQ262             | 31 de gener de 2006    | Kitt Peak            | Spacewatch        |
| 327548      | 2006 BX276             | 25 de gener de 2006    | Kitt Peak            | Spacewatch        |
| 327549      | 2006 BB278             | 23 de gener de 2006    | Kitt Peak            | Spacewatch        |
| 327550      | 2006 BO280             | 31 de gener de 2006    | Kitt Peak            | Spacewatch        |
| 327551      | 2006 BS281             | 23 de gener de 2006    | Kitt Peak            | Spacewatch        |
| 327552      | 2006 CO10              | 4 de febrer de 2006    | Wrightwood           | J. W. Young       |
| 327553      | 2006 CK11              | 1 de febrer de 2006    | Kitt Peak            | Spacewatch        |
| 327554      | 2006 CB20              | 1 de febrer de 2006    | Mount Lemmon         | Mt. Lemmon Survey |
| 327555      | 2006 CE25              | 2 de febrer de 2006    | Kitt Peak            | Spacewatch        |
| 327556      | 2006 CR40              | 2 de febrer de 2006    | Mount Lemmon         | Mt. Lemmon Survey |
| 327557      | 2006 CT42              | 2 de febrer de 2006    | Kitt Peak            | Spacewatch        |
| 327558      | 2006 CE52              | 22 de gener de 2006    | Mount Lemmon         | Mt. Lemmon Survey |
| 327559      | 2006 CS63              | 2 de febrer de 2006    | Mauna Kea            | P. A. Wiegert     |
| 327560      | 2006 DB                | 20 de febrer de 2006   | Mayhill              | A. Lowe           |
| 327561      | 2006 DE2               | 20 de febrer de 2006   | Kitt Peak            | Spacewatch        |
| 327562      | 2006 DS5               | 20 de febrer de 2006   | Mount Lemmon         | Mt. Lemmon Survey |
| 327563      | 2006 DG6               | 20 de febrer de 2006   | Catalina             | CSS               |
| 327564      | 2006 DH6               | 20 de febrer de 2006   | Catalina             | CSS               |
| 327565      | 2006 DL13              | 22 de febrer de 2006   | Catalina             | CSS               |
| 327566      | 2006 DO15              | 23 de gener de 2006    | Kitt Peak            | Spacewatch        |
| 327567      | 2006 DP27              | 20 de febrer de 2006   | Kitt Peak            | Spacewatch        |
| 327568      | 2006 DP29              | 23 de gener de 2006    | Kitt Peak            | Spacewatch        |
| 327569      | 2006 DD33              | 20 de febrer de 2006   | Kitt Peak            | Spacewatch        |
| 327570      | 2006 DR38              | 21 de febrer de 2006   | Mount Lemmon         | Mt. Lemmon Survey |
| 327571      | 2006 DT40              | 22 de febrer de 2006   | Catalina             | CSS               |
| 327572      | 2006 DJ46              | 20 de febrer de 2006   | Mount Lemmon         | Mt. Lemmon Survey |
| 327573      | 2006 DK71              | 20 de febrer de 2006   | Catalina             | CSS               |
| 327574      | 2006 DM100             | 4 de febrer de 2006    | Kitt Peak            | Spacewatch        |
| 327575      | 2006 DR104             | 25 de febrer de 2006   | Kitt Peak            | Spacewatch        |
| 327576      | 2006 DE122             | 28 de gener de 2006    | Anderson Mesa        | LONEOS            |
| 327577      | 2006 DB125             | 3 de febrer de 2006    | Mount Lemmon         | Mt. Lemmon Survey |
| 327578      | 2006 DT130             | 25 de febrer de 2006   | Kitt Peak            | Spacewatch        |
| 327579      | 2006 DX130             | 25 de febrer de 2006   | Kitt Peak            | Spacewatch        |
| 327580      | 2006 DW131             | 25 de febrer de 2006   | Kitt Peak            | Spacewatch        |
| 327581      | 2006 DC132             | 25 de febrer de 2006   | Kitt Peak            | Spacewatch        |
| 327582      | 2006 DM132             | 7 de gener de 2000     | Kitt Peak            | Spacewatch        |
| 327583      | 2006 DT135             | 31 de gener de 2006    | Kitt Peak            | Spacewatch        |
| 327584      | 2006 DX139             | 25 de febrer de 2006   | Kitt Peak            | Spacewatch        |
| 327585      | 2006 DT144             | 25 de febrer de 2006   | Mount Lemmon         | Mt. Lemmon Survey |
| 327586      | 2006 DE157             | 27 de febrer de 2006   | Kitt Peak            | Spacewatch        |
| 327587      | 2006 DX159             | 27 de febrer de 2006   | Kitt Peak            | Spacewatch        |
| 327588      | 2006 DB160             | 27 de febrer de 2006   | Kitt Peak            | Spacewatch        |
| 327589      | 2006 DM165             | 27 de febrer de 2006   | Kitt Peak            | Spacewatch        |
| 327590      | 2006 DQ166             | 27 de febrer de 2006   | Kitt Peak            | Spacewatch        |
| 327591      | 2006 DO169             | 27 de febrer de 2006   | Kitt Peak            | Spacewatch        |
| 327592      | 2006 DJ182             | 27 de febrer de 2006   | Mount Lemmon         | Mt. Lemmon Survey |
| 327593      | 2006 DP188             | 27 de febrer de 2006   | Kitt Peak            | Spacewatch        |
| 327594      | 2006 DM189             | 27 de febrer de 2006   | Kitt Peak            | Spacewatch        |
| 327595      | 2006 DK194             | 19 de setembre de 2003 | Kitt Peak            | Spacewatch        |
| 327596      | 2006 DY195             | 28 de gener de 2006    | Catalina             | CSS               |
| 327597      | 2006 DH196             | 22 de febrer de 2006   | Catalina             | CSS               |
| 327598      | 2006 DP197             | 24 de febrer de 2006   | Catalina             | CSS               |
| 327599      | 2006 DO201             | 28 de febrer de 2006   | Catalina             | CSS               |
| 327600      | 2006 DQ202             | 21 de febrer de 2006   | Catalina             | CSS               |

## 327601-327700
| Nom    | Designació provisional | Data de descobriment   | Lloc de descobriment | Descobridor/s        |
| ------ | ---------------------- | ---------------------- | -------------------- | -------------------- |
| 327601 | 2006 DQ211             | 24 de febrer de 2006   | Mount Lemmon         | Mt. Lemmon Survey    |
| 327602 | 2006 DS214             | 25 de febrer de 2006   | Mount Lemmon         | Mt. Lemmon Survey    |
| 327603 | 2006 EF3               | 2 de març de 2006      | Kitt Peak            | Spacewatch           |
| 327604 | 2006 EP17              | 2 de març de 2006      | Kitt Peak            | Spacewatch           |
| 327605 | 2006 EK19              | 2 de març de 2006      | Kitt Peak            | Spacewatch           |
| 327606 | 2006 ER35              | 3 de març de 2006      | Kitt Peak            | Spacewatch           |
| 327607 | 2006 ED37              | 3 de març de 2006      | Mount Lemmon         | Mt. Lemmon Survey    |
| 327608 | 2006 EC47              | 4 de març de 2006      | Kitt Peak            | Spacewatch           |
| 327609 | 2006 EN47              | 4 de març de 2006      | Kitt Peak            | Spacewatch           |
| 327610 | 2006 EK54              | 4 de març de 2006      | Kitt Peak            | Spacewatch           |
| 327611 | 2006 EY71              | 4 de març de 2006      | Mount Lemmon         | Mt. Lemmon Survey    |
| 327612 | 2006 FC12              | 23 de març de 2006     | Kitt Peak            | Spacewatch           |
| 327613 | 2006 FO19              | 23 de març de 2006     | Mount Lemmon         | Mt. Lemmon Survey    |
| 327614 | 2006 FN20              | 23 de març de 2006     | Mount Lemmon         | Mt. Lemmon Survey    |
| 327615 | 2006 FR27              | 24 de març de 2006     | Mount Lemmon         | Mt. Lemmon Survey    |
| 327616 | 2006 FN42              | 26 de març de 2006     | Mount Lemmon         | Mt. Lemmon Survey    |
| 327617 | 2006 GD4               | 2 d'abril de 2006      | Kitt Peak            | Spacewatch           |
| 327618 | 2006 GP4               | 2 d'abril de 2006      | Kitt Peak            | Spacewatch           |
| 327619 | 2006 GM18              | 2 d'abril de 2006      | Mount Lemmon         | Mt. Lemmon Survey    |
| 327620 | 2006 GO41              | 7 d'abril de 2006      | Catalina             | CSS                  |
| 327621 | 2006 GK54              | 7 d'abril de 2006      | Mount Lemmon         | Mt. Lemmon Survey    |
| 327622 | 2006 HS2               | 18 d'abril de 2006     | Kitt Peak            | Spacewatch           |
| 327623 | 2006 HT2               | 29 de març de 2006     | Kitt Peak            | Spacewatch           |
| 327624 | 2006 HK42              | 23 d'abril de 2006     | Anderson Mesa        | LONEOS               |
| 327625 | 2006 HU55              | 5 de desembre de 1999  | Socorro              | LINEAR               |
| 327626 | 2006 HD76              | 25 d'abril de 2006     | Kitt Peak            | Spacewatch           |
| 327627 | 2006 HS104             | 18 d'abril de 2006     | Catalina             | CSS                  |
| 327628 | 2006 JY52              | 6 de maig de 2006      | Mount Lemmon         | Mt. Lemmon Survey    |
| 327629 | 2006 KQ84              | 23 de maig de 2006     | Kitt Peak            | Spacewatch           |
| 327630 | 2006 MC3               | 19 de juny de 2006     | Kitt Peak            | Spacewatch           |
| 327631 | 2006 OU8               | 20 de juliol de 2006   | Palomar              | NEAT                 |
| 327632 | 2006 OJ10              | 24 de juliol de 2006   | Vicques              | M. Ory               |
| 327633 | 2006 PX1               | 12 d'agost de 2006     | Palomar              | NEAT                 |
| 327634 | 2006 PM5               | 12 d'agost de 2006     | Palomar              | NEAT                 |
| 327635 | 2006 PZ6               | 12 d'agost de 2006     | Palomar              | NEAT                 |
| 327636 | 2006 PL8               | 13 d'agost de 2006     | Palomar              | NEAT                 |
| 327637 | 2006 PS22              | 15 d'agost de 2006     | Palomar              | NEAT                 |
| 327638 | 2006 PN32              | 15 d'agost de 2006     | Palomar              | NEAT                 |
| 327639 | 2006 QL7               | 18 d'agost de 2006     | Kitt Peak            | Spacewatch           |
| 327640 | 2006 QS7               | 19 d'agost de 2006     | Kitt Peak            | Spacewatch           |
| 327641 | 2006 QP8               | 19 d'agost de 2006     | Kitt Peak            | Spacewatch           |
| 327642 | 2006 QF10              | 18 d'agost de 2006     | Reedy Creek          | J. Broughton         |
| 327643 | 2006 QG10              | 18 d'agost de 2006     | Reedy Creek          | J. Broughton         |
| 327644 | 2006 QJ12              | 16 d'agost de 2006     | Siding Spring        | Siding Spring Survey |
| 327645 | 2006 QO16              | 17 d'agost de 2006     | Palomar              | NEAT                 |
| 327646 | 2006 QX18              | 17 d'agost de 2006     | Palomar              | NEAT                 |
| 327647 | 2006 QT21              | 19 d'agost de 2006     | Anderson Mesa        | LONEOS               |
| 327648 | 2006 QC23              | 19 d'agost de 2006     | Palomar              | NEAT                 |
| 327649 | 2006 QT26              | 19 d'agost de 2006     | Kitt Peak            | Spacewatch           |
| 327650 | 2006 QM28              | 21 d'agost de 2006     | Socorro              | LINEAR               |
| 327651 | 2006 QA33              | 22 d'agost de 2006     | Palomar              | NEAT                 |
| 327652 | 2006 QG38              | 16 d'agost de 2006     | Lulin                | C.-S. Lin, Q.-z. Ye  |
| 327653 | 2006 QX38              | 18 d'agost de 2006     | Socorro              | LINEAR               |
| 327654 | 2006 QM47              | 20 d'agost de 2006     | Palomar              | NEAT                 |
| 327655 | 2006 QF59              | 19 d'agost de 2006     | Anderson Mesa        | LONEOS               |
| 327656 | 2006 QW60              | 21 d'agost de 2006     | Socorro              | LINEAR               |
| 327657 | 2006 QV61              | 22 d'agost de 2006     | Palomar              | NEAT                 |
| 327658 | 2006 QG62              | 22 d'agost de 2006     | Palomar              | NEAT                 |
| 327659 | 2006 QJ62              | 22 d'agost de 2006     | Palomar              | NEAT                 |
| 327660 | 2006 QX88              | 27 d'agost de 2006     | Kitt Peak            | Spacewatch           |
| 327661 | 2006 QO92              | 16 d'agost de 2006     | Palomar              | NEAT                 |
| 327662 | 2006 QT98              | 22 d'agost de 2006     | Palomar              | NEAT                 |
| 327663 | 2006 QV112             | 24 d'agost de 2006     | Socorro              | LINEAR               |
| 327664 | 2006 QR113             | 24 d'agost de 2006     | Palomar              | NEAT                 |
| 327665 | 2006 QQ120             | 29 d'agost de 2006     | Catalina             | CSS                  |
| 327666 | 2006 QN135             | 27 d'agost de 2006     | Anderson Mesa        | LONEOS               |
| 327667 | 2006 QD137             | 24 de maig de 2006     | Mount Lemmon         | Mt. Lemmon Survey    |
| 327668 | 2006 QV161             | 19 d'agost de 2006     | Kitt Peak            | Spacewatch           |
| 327669 | 2006 QU169             | 28 d'agost de 2006     | Anderson Mesa        | LONEOS               |
| 327670 | 2006 QH187             | 16 d'agost de 2006     | Siding Spring        | Siding Spring Survey |
| 327671 | 2006 RF9               | 12 de setembre de 2006 | Catalina             | CSS                  |
| 327672 | 2006 RO11              | 12 de setembre de 2006 | Catalina             | CSS                  |
| 327673 | 2006 RQ11              | 28 d'agost de 2006     | Catalina             | CSS                  |
| 327674 | 2006 RT17              | 14 de setembre de 2006 | Palomar              | NEAT                 |
| 327675 | 2006 RO23              | 12 de setembre de 2006 | Catalina             | CSS                  |
| 327676 | 2006 RA24              | 13 de setembre de 2006 | Palomar              | NEAT                 |
| 327677 | 2006 RZ30              | 15 de setembre de 2006 | Socorro              | LINEAR               |
| 327678 | 2006 RX32              | 15 de setembre de 2006 | Kitt Peak            | Spacewatch           |
| 327679 | 2006 RS37              | 12 de setembre de 2006 | Catalina             | CSS                  |
| 327680 | 2006 RT38              | 14 de setembre de 2006 | Catalina             | CSS                  |
| 327681 | 2006 RK42              | 14 de setembre de 2006 | Kitt Peak            | Spacewatch           |
| 327682 | 2006 RP44              | 14 de setembre de 2006 | Kitt Peak            | Spacewatch           |
| 327683 | 2006 RM47              | 14 de setembre de 2006 | Kitt Peak            | Spacewatch           |
| 327684 | 2006 RE53              | 14 de setembre de 2006 | Kitt Peak            | Spacewatch           |
| 327685 | 2006 RJ53              | 14 de setembre de 2006 | Kitt Peak            | Spacewatch           |
| 327686 | 2006 RE58              | 15 de setembre de 2006 | Kitt Peak            | Spacewatch           |
| 327687 | 2006 RZ79              | 15 de setembre de 2006 | Kitt Peak            | Spacewatch           |
| 327688 | 2006 RK82              | 15 de setembre de 2006 | Kitt Peak            | Spacewatch           |
| 327689 | 2006 RU90              | 15 de setembre de 2006 | Kitt Peak            | Spacewatch           |
| 327690 | 2006 RW93              | 15 de setembre de 2006 | Kitt Peak            | Spacewatch           |
| 327691 | 2006 RH97              | 15 de setembre de 2006 | Kitt Peak            | Spacewatch           |
| 327692 | 2006 RZ101             | 14 de setembre de 2006 | Kitt Peak            | Spacewatch           |
| 327693 | 2006 RC102             | 15 de setembre de 2006 | Kitt Peak            | Spacewatch           |
| 327694 | 2006 RS105             | 14 de setembre de 2006 | Mauna Kea            | J. Masiero           |
| 327695 | 2006 RF107             | 14 de setembre de 2006 | Mauna Kea            | J. Masiero           |
| 327696 | 2006 SH4               | 16 de setembre de 2006 | Catalina             | CSS                  |
| 327697 | 2006 SZ8               | 17 de setembre de 2006 | Anderson Mesa        | LONEOS               |
| 327698 | 2006 SD16              | 17 de setembre de 2006 | Catalina             | CSS                  |
| 327699 | 2006 SX21              | 17 de setembre de 2006 | Catalina             | CSS                  |
| 327700 | 2006 SB34              | 17 de setembre de 2006 | Catalina             | CSS                  |

## 327701-327800
| Nom    | Designació provisional | Data de descobriment   | Lloc de descobriment | Descobridor/s     |
| ------ | ---------------------- | ---------------------- | -------------------- | ----------------- |
| 327701 | 2006 SQ35              | 17 de setembre de 2006 | Kitt Peak            | Spacewatch        |
| 327702 | 2006 SA36              | 17 de setembre de 2006 | Anderson Mesa        | LONEOS            |
| 327703 | 2006 SD36              | 17 de setembre de 2006 | Anderson Mesa        | LONEOS            |
| 327704 | 2006 SZ36              | 17 de setembre de 2006 | Kitt Peak            | Spacewatch        |
| 327705 | 2006 SR41              | 18 de setembre de 2006 | Anderson Mesa        | LONEOS            |
| 327706 | 2006 SP42              | 18 de setembre de 2006 | Anderson Mesa        | LONEOS            |
| 327707 | 2006 SE52              | 18 de setembre de 2006 | Catalina             | CSS               |
| 327708 | 2006 SW54              | 18 de setembre de 2006 | Catalina             | CSS               |
| 327709 | 2006 SF76              | 19 de setembre de 2006 | Kitt Peak            | Spacewatch        |
| 327710 | 2006 SM77              | 19 de setembre de 2006 | Socorro              | LINEAR            |
| 327711 | 2006 SJ91              | 18 de setembre de 2006 | Kitt Peak            | Spacewatch        |
| 327712 | 2006 SZ97              | 18 de setembre de 2006 | Kitt Peak            | Spacewatch        |
| 327713 | 2006 SV103             | 19 de setembre de 2006 | Kitt Peak            | Spacewatch        |
| 327714 | 2006 SG135             | 20 de setembre de 2006 | Catalina             | CSS               |
| 327715 | 2006 SL135             | 20 de setembre de 2006 | Palomar              | NEAT              |
| 327716 | 2006 SS136             | 20 de setembre de 2006 | Catalina             | CSS               |
| 327717 | 2006 SD138             | 15 de maig de 2005     | Mount Lemmon         | Mt. Lemmon Survey |
| 327718 | 2006 ST138             | 21 de setembre de 2006 | Anderson Mesa        | LONEOS            |
| 327719 | 2006 SP139             | 21 de setembre de 2006 | Anderson Mesa        | LONEOS            |
| 327720 | 2006 ST154             | 21 de setembre de 2006 | Anderson Mesa        | LONEOS            |
| 327721 | 2006 SQ157             | 23 de setembre de 2006 | Kitt Peak            | Spacewatch        |
| 327722 | 2006 SV159             | 23 de setembre de 2006 | Kitt Peak            | Spacewatch        |
| 327723 | 2006 SK161             | 23 de setembre de 2006 | Kitt Peak            | Spacewatch        |
| 327724 | 2006 SX185             | 25 de setembre de 2006 | Mount Lemmon         | Mt. Lemmon Survey |
| 327725 | 2006 SQ188             | 26 de setembre de 2006 | Kitt Peak            | Spacewatch        |
| 327726 | 2006 SJ194             | 26 de setembre de 2006 | Kitt Peak            | Spacewatch        |
| 327727 | 2006 SY204             | 25 de setembre de 2006 | Mount Lemmon         | Mt. Lemmon Survey |
| 327728 | 2006 SB212             | 26 de setembre de 2006 | Mount Lemmon         | Mt. Lemmon Survey |
| 327729 | 2006 SR214             | 27 de setembre de 2006 | Socorro              | LINEAR            |
| 327730 | 2006 SM279             | 28 de setembre de 2006 | Kitt Peak            | Spacewatch        |
| 327731 | 2006 SE283             | 26 de setembre de 2006 | Socorro              | LINEAR            |
| 327732 | 2006 SP283             | 26 de setembre de 2006 | Socorro              | LINEAR            |
| 327733 | 2006 SE300             | 26 de setembre de 2006 | Catalina             | CSS               |
| 327734 | 2006 SP317             | 27 de setembre de 2006 | Kitt Peak            | Spacewatch        |
| 327735 | 2006 ST322             | 27 de setembre de 2006 | Kitt Peak            | Spacewatch        |
| 327736 | 2006 SG328             | 27 de setembre de 2006 | Kitt Peak            | Spacewatch        |
| 327737 | 2006 SC336             | 28 de setembre de 2006 | Kitt Peak            | Spacewatch        |
| 327738 | 2006 SC351             | 30 de setembre de 2006 | Catalina             | CSS               |
| 327739 | 2006 SC353             | 30 de setembre de 2006 | Catalina             | CSS               |
| 327740 | 2006 SG364             | 28 de setembre de 2006 | Mount Lemmon         | Mt. Lemmon Survey |
| 327741 | 2006 SE365             | 30 de setembre de 2006 | Catalina             | CSS               |
| 327742 | 2006 SH391             | 18 de setembre de 2006 | Catalina             | CSS               |
| 327743 | 2006 TG2               | 1 d'octubre de 2006    | Kitt Peak            | Spacewatch        |
| 327744 | 2006 TM23              | 11 d'octubre de 2006   | Kitt Peak            | Spacewatch        |
| 327745 | 2006 TD29              | 12 d'octubre de 2006   | Kitt Peak            | Spacewatch        |
| 327746 | 2006 TO39              | 12 d'octubre de 2006   | Kitt Peak            | Spacewatch        |
| 327747 | 2006 TG50              | 12 d'octubre de 2006   | Palomar              | NEAT              |
| 327748 | 2006 TQ55              | 12 d'octubre de 2006   | Palomar              | NEAT              |
| 327749 | 2006 TA69              | 11 d'octubre de 2006   | Palomar              | NEAT              |
| 327750 | 2006 TP70              | 11 d'octubre de 2006   | Palomar              | NEAT              |
| 327751 | 2006 TP72              | 11 d'octubre de 2006   | Palomar              | NEAT              |
| 327752 | 2006 TM75              | 11 d'octubre de 2006   | Palomar              | NEAT              |
| 327753 | 2006 TX77              | 4 d'octubre de 2006    | Mount Lemmon         | Mt. Lemmon Survey |
| 327754 | 2006 TQ95              | 12 d'octubre de 2006   | Kitt Peak            | Spacewatch        |
| 327755 | 2006 TX123             | 2 d'octubre de 2006    | Mount Lemmon         | Mt. Lemmon Survey |
| 327756 | 2006 TP127             | 2 d'octubre de 2006    | Mount Lemmon         | Mt. Lemmon Survey |
| 327757 | 2006 UW7               | 16 d'octubre de 2006   | Catalina             | CSS               |
| 327758 | 2006 UV13              | 17 d'octubre de 2006   | Mount Lemmon         | Mt. Lemmon Survey |
| 327759 | 2006 UZ27              | 16 d'octubre de 2006   | Kitt Peak            | Spacewatch        |
| 327760 | 2006 US36              | 16 d'octubre de 2006   | Kitt Peak            | Spacewatch        |
| 327761 | 2006 UL38              | 16 d'octubre de 2006   | Kitt Peak            | Spacewatch        |
| 327762 | 2006 UQ52              | 17 d'octubre de 2006   | Catalina             | CSS               |
| 327763 | 2006 UE53              | 17 d'octubre de 2006   | Mount Lemmon         | Mt. Lemmon Survey |
| 327764 | 2006 UL54              | 17 d'octubre de 2006   | Catalina             | CSS               |
| 327765 | 2006 UU68              | 16 d'octubre de 2006   | Catalina             | CSS               |
| 327766 | 2006 UC69              | 16 d'octubre de 2006   | Catalina             | CSS               |
| 327767 | 2006 UD78              | 17 d'octubre de 2006   | Kitt Peak            | Spacewatch        |
| 327768 | 2006 UC79              | 17 d'octubre de 2006   | Kitt Peak            | Spacewatch        |
| 327769 | 2006 UY84              | 17 d'octubre de 2006   | Mount Lemmon         | Mt. Lemmon Survey |
| 327770 | 2006 UF87              | 17 d'octubre de 2006   | Mount Lemmon         | Mt. Lemmon Survey |
| 327771 | 2006 UK91              | 18 d'octubre de 2006   | Bergisch Gladbac     | W. Bickel         |
| 327772 | 2006 UH92              | 18 d'octubre de 2006   | Kitt Peak            | Spacewatch        |
| 327773 | 2006 UW107             | 18 d'octubre de 2006   | Kitt Peak            | Spacewatch        |
| 327774 | 2006 UT118             | 19 d'octubre de 2006   | Kitt Peak            | Spacewatch        |
| 327775 | 2006 UW128             | 19 d'octubre de 2006   | Kitt Peak            | Spacewatch        |
| 327776 | 2006 UV132             | 19 d'octubre de 2006   | Kitt Peak            | Spacewatch        |
| 327777 | 2006 UC149             | 20 d'octubre de 2006   | Kitt Peak            | Spacewatch        |
| 327778 | 2006 UV156             | 21 d'octubre de 2006   | Catalina             | CSS               |
| 327779 | 2006 UC175             | 16 d'octubre de 2006   | Catalina             | CSS               |
| 327780 | 2006 UL177             | 16 d'octubre de 2006   | Catalina             | CSS               |
| 327781 | 2006 US179             | 16 d'octubre de 2006   | Catalina             | CSS               |
| 327782 | 2006 UD181             | 16 d'octubre de 2006   | Catalina             | CSS               |
| 327783 | 2006 UJ182             | 16 d'octubre de 2006   | Catalina             | CSS               |
| 327784 | 2006 UW183             | 19 d'octubre de 2006   | Catalina             | CSS               |
| 327785 | 2006 UL184             | 19 d'octubre de 2006   | Catalina             | CSS               |
| 327786 | 2006 UO195             | 20 d'octubre de 2006   | Kitt Peak            | Spacewatch        |
| 327787 | 2006 UF196             | 20 d'octubre de 2006   | Kitt Peak            | Spacewatch        |
| 327788 | 2006 UT198             | 20 d'octubre de 2006   | Kitt Peak            | Spacewatch        |
| 327789 | 2006 UM220             | 17 d'octubre de 2006   | Kitt Peak            | Spacewatch        |
| 327790 | 2006 UH223             | 17 d'octubre de 2006   | Catalina             | CSS               |
| 327791 | 2006 UU227             | 3 d'octubre de 2006    | Mount Lemmon         | Mt. Lemmon Survey |
| 327792 | 2006 UD231             | 21 d'octubre de 2006   | Palomar              | NEAT              |
| 327793 | 2006 UT253             | 27 d'octubre de 2006   | Mount Lemmon         | Mt. Lemmon Survey |
| 327794 | 2006 UB266             | 27 d'octubre de 2006   | Catalina             | CSS               |
| 327795 | 2006 UC280             | 28 d'octubre de 2006   | Mount Lemmon         | Mt. Lemmon Survey |
| 327796 | 2006 UU281             | 28 d'octubre de 2006   | Mount Lemmon         | Mt. Lemmon Survey |
| 327797 | 2006 UO282             | 28 d'octubre de 2006   | Mount Lemmon         | Mt. Lemmon Survey |
| 327798 | 2006 UY335             | 19 d'octubre de 2006   | Mount Lemmon         | Mt. Lemmon Survey |
| 327799 | 2006 UN337             | 16 d'octubre de 2006   | Catalina             | CSS               |
| 327800 | 2006 VU                | 1 de novembre de 2006  | Mount Lemmon         | Mt. Lemmon Survey |

## 327801-327900
| Nom    | Designació provisional | Data de descobriment   | Lloc de descobriment | Descobridor/s       |
| ------ | ---------------------- | ---------------------- | -------------------- | ------------------- |
| 327801 | 2006 VD5               | 10 de novembre de 2006 | Kitt Peak            | Spacewatch          |
| 327802 | 2006 VM19              | 19 d'octubre de 2006   | Kitt Peak            | Spacewatch          |
| 327803 | 2006 VF22              | 10 de novembre de 2006 | Kitt Peak            | Spacewatch          |
| 327804 | 2006 VH22              | 10 de novembre de 2006 | Kitt Peak            | Spacewatch          |
| 327805 | 2006 VB25              | 10 de novembre de 2006 | Kitt Peak            | Spacewatch          |
| 327806 | 2006 VD28              | 10 de novembre de 2006 | Kitt Peak            | Spacewatch          |
| 327807 | 2006 VP29              | 10 de novembre de 2006 | Kitt Peak            | Spacewatch          |
| 327808 | 2006 VX34              | 20 d'octubre de 2006   | Kitt Peak            | Spacewatch          |
| 327809 | 2006 VS38              | 12 de novembre de 2006 | Mount Lemmon         | Mt. Lemmon Survey   |
| 327810 | 2006 VG50              | 10 de novembre de 2006 | Kitt Peak            | Spacewatch          |
| 327811 | 2006 VA51              | 10 de novembre de 2006 | Kitt Peak            | Spacewatch          |
| 327812 | 2006 VG63              | 11 de novembre de 2006 | Kitt Peak            | Spacewatch          |
| 327813 | 2006 VQ72              | 19 d'octubre de 2006   | Mount Lemmon         | Mt. Lemmon Survey   |
| 327814 | 2006 VZ74              | 11 de novembre de 2006 | Mount Lemmon         | Mt. Lemmon Survey   |
| 327815 | 2006 VD81              | 12 de novembre de 2006 | Mount Lemmon         | Mt. Lemmon Survey   |
| 327816 | 2006 VW104             | 13 de novembre de 2006 | Kitt Peak            | Spacewatch          |
| 327817 | 2006 VX132             | 15 de novembre de 2006 | Kitt Peak            | Spacewatch          |
| 327818 | 2006 VZ151             | 9 de novembre de 2006  | Palomar              | NEAT                |
| 327819 | 2006 VJ152             | 9 de novembre de 2006  | Palomar              | NEAT                |
| 327820 | 2006 VF155             | 13 de novembre de 2006 | Catalina             | CSS                 |
| 327821 | 2006 VF171             | 10 de novembre de 2006 | Kitt Peak            | Spacewatch          |
| 327822 | 2006 WU18              | 17 de novembre de 2006 | Kitt Peak            | Spacewatch          |
| 327823 | 2006 WF22              | 17 de novembre de 2006 | Mount Lemmon         | Mt. Lemmon Survey   |
| 327824 | 2006 WF23              | 17 de novembre de 2006 | Mount Lemmon         | Mt. Lemmon Survey   |
| 327825 | 2006 WU24              | 17 de novembre de 2006 | Mount Lemmon         | Mt. Lemmon Survey   |
| 327826 | 2006 WY30              | 16 de novembre de 2006 | Kitt Peak            | Spacewatch          |
| 327827 | 2006 WE42              | 16 de novembre de 2006 | Mount Lemmon         | Mt. Lemmon Survey   |
| 327828 | 2006 WM46              | 16 de novembre de 2006 | Kitt Peak            | Spacewatch          |
| 327829 | 2006 WH48              | 16 de novembre de 2006 | Kitt Peak            | Spacewatch          |
| 327830 | 2006 WV55              | 16 de novembre de 2006 | Mount Lemmon         | Mt. Lemmon Survey   |
| 327831 | 2006 WF61              | 17 de novembre de 2006 | Mount Lemmon         | Mt. Lemmon Survey   |
| 327832 | 2006 WU67              | 17 de novembre de 2006 | Kitt Peak            | Spacewatch          |
| 327833 | 2006 WN68              | 17 de novembre de 2006 | Mount Lemmon         | Mt. Lemmon Survey   |
| 327834 | 2006 WT70              | 18 de novembre de 2006 | Kitt Peak            | Spacewatch          |
| 327835 | 2006 WZ81              | 18 de novembre de 2006 | Socorro              | LINEAR              |
| 327836 | 2006 WA82              | 18 de novembre de 2006 | Kitt Peak            | Spacewatch          |
| 327837 | 2006 WE85              | 27 de setembre de 2006 | Mount Lemmon         | Mt. Lemmon Survey   |
| 327838 | 2006 WM86              | 18 de novembre de 2006 | Socorro              | LINEAR              |
| 327839 | 2006 WC89              | 18 de novembre de 2006 | Socorro              | LINEAR              |
| 327840 | 2006 WG95              | 19 de novembre de 2006 | Kitt Peak            | Spacewatch          |
| 327841 | 2006 WH106             | 19 de novembre de 2006 | Kitt Peak            | Spacewatch          |
| 327842 | 2006 WQ125             | 22 de novembre de 2006 | Socorro              | LINEAR              |
| 327843 | 2006 WS189             | 15 de novembre de 2006 | Catalina             | CSS                 |
| 327844 | 2006 WL192             | 27 de novembre de 2006 | Mount Lemmon         | Mt. Lemmon Survey   |
| 327845 | 2006 WC194             | 27 de novembre de 2006 | Kitt Peak            | Spacewatch          |
| 327846 | 2006 WC199             | 17 de novembre de 2006 | Kitt Peak            | Spacewatch          |
| 327847 | 2006 WQ202             | 27 de novembre de 2006 | Mount Lemmon         | Mt. Lemmon Survey   |
| 327848 | 2006 XN1               | 11 de desembre de 2006 | 7300                 | W. K. Y. Yeung      |
| 327849 | 2006 XA8               | 9 de desembre de 2006  | Palomar              | NEAT                |
| 327850 | 2006 XC24              | 12 de desembre de 2006 | Anderson Mesa        | LONEOS              |
| 327851 | 2006 XC43              | 12 de desembre de 2006 | Mount Lemmon         | Mt. Lemmon Survey   |
| 327852 | 2006 XN50              | 13 de desembre de 2006 | Mount Lemmon         | Mt. Lemmon Survey   |
| 327853 | 2006 XR50              | 13 de desembre de 2006 | Mount Lemmon         | Mt. Lemmon Survey   |
| 327854 | 2006 XK54              | 15 de desembre de 2006 | Socorro              | LINEAR              |
| 327855 | 2006 XL55              | 16 de novembre de 2006 | Mount Lemmon         | Mt. Lemmon Survey   |
| 327856 | 2006 XU60              | 14 de desembre de 2006 | Kitt Peak            | Spacewatch          |
| 327857 | 2006 XF65              | 12 de desembre de 2006 | Palomar              | NEAT                |
| 327858 | 2006 XN71              | 13 de desembre de 2006 | Mount Lemmon         | Mt. Lemmon Survey   |
| 327859 | 2006 YA4               | 16 de desembre de 2006 | Mount Lemmon         | Mt. Lemmon Survey   |
| 327860 | 2006 YX9               | 21 de desembre de 2006 | Kitt Peak            | Spacewatch          |
| 327861 | 2006 YO10              | 21 de desembre de 2006 | Anderson Mesa        | LONEOS              |
| 327862 | 2006 YM14              | 26 de desembre de 2006 | Vail-Jarnac          | Jarnac              |
| 327863 | 2006 YC20              | 27 d'octubre de 2006   | Catalina             | CSS                 |
| 327864 | 2006 YV34              | 21 de desembre de 2006 | Kitt Peak            | Spacewatch          |
| 327865 | 2006 YN35              | 21 de desembre de 2006 | Kitt Peak            | Spacewatch          |
| 327866 | 2006 YV35              | 21 de desembre de 2006 | Kitt Peak            | Spacewatch          |
| 327867 | 2006 YA50              | 21 de desembre de 2006 | Kitt Peak            | M. W. Buie          |
| 327868 | 2006 YB51              | 26 de desembre de 2006 | Catalina             | CSS                 |
| 327869 | 2006 YB52              | 21 de desembre de 2006 | Kitt Peak            | M. W. Buie          |
| 327870 | 2006 YL54              | 21 de desembre de 2006 | Mount Lemmon         | Mt. Lemmon Survey   |
| 327871 | 2007 AN3               | 8 de gener de 2007     | Kitt Peak            | Spacewatch          |
| 327872 | 2007 AR3               | 8 de gener de 2007     | Kitt Peak            | Spacewatch          |
| 327873 | 2007 AH7               | 9 de gener de 2007     | Kitt Peak            | Spacewatch          |
| 327874 | 2007 AQ12              | 15 de gener de 2007    | Kitt Peak            | Spacewatch          |
| 327875 | 2007 AJ17              | 15 de gener de 2007    | Catalina             | CSS                 |
| 327876 | 2007 AO17              | 15 de gener de 2007    | Catalina             | CSS                 |
| 327877 | 2007 AC18              | 8 de gener de 2007     | Catalina             | CSS                 |
| 327878 | 2007 AY20              | 10 de gener de 2007    | Mount Lemmon         | Mt. Lemmon Survey   |
| 327879 | 2007 AT27              | 10 de gener de 2007    | Mount Lemmon         | Mt. Lemmon Survey   |
| 327880 | 2007 AB29              | 10 de gener de 2007    | Mount Lemmon         | Mt. Lemmon Survey   |
| 327881 | 2007 AP30              | 10 de gener de 2007    | Mount Lemmon         | Mt. Lemmon Survey   |
| 327882 | 2007 AE31              | 15 de gener de 2007    | Kitt Peak            | Spacewatch          |
| 327883 | 2007 BB5               | 17 de gener de 2007    | Kitt Peak            | Spacewatch          |
| 327884 | 2007 BX6               | 17 de gener de 2007    | Kitt Peak            | Spacewatch          |
| 327885 | 2007 BB34              | 24 de gener de 2007    | Mount Lemmon         | Mt. Lemmon Survey   |
| 327886 | 2007 BF34              | 24 de gener de 2007    | Mount Lemmon         | Mt. Lemmon Survey   |
| 327887 | 2007 BM35              | 24 de gener de 2007    | Mount Lemmon         | Mt. Lemmon Survey   |
| 327888 | 2007 BD36              | 24 de gener de 2007    | Mount Lemmon         | Mt. Lemmon Survey   |
| 327889 | 2007 BD38              | 22 d'octubre de 2006   | Mount Lemmon         | Mt. Lemmon Survey   |
| 327890 | 2007 BP38              | 24 de gener de 2007    | Catalina             | CSS                 |
| 327891 | 2007 BQ47              | 26 de gener de 2007    | Kitt Peak            | Spacewatch          |
| 327892 | 2007 BL49              | 22 de gener de 2007    | Lulin                | H.-C. Lin, Q.-z. Ye |
| 327893 | 2007 BC58              | 24 de gener de 2007    | Catalina             | CSS                 |
| 327894 | 2007 BU58              | 24 de gener de 2007    | Catalina             | CSS                 |
| 327895 | 2007 BO59              | 25 de gener de 2007    | Catalina             | CSS                 |
| 327896 | 2007 BH63              | 27 de gener de 2007    | Mount Lemmon         | Mt. Lemmon Survey   |
| 327897 | 2007 BH74              | 17 de gener de 2007    | Kitt Peak            | Spacewatch          |
| 327898 | 2007 BS88              | 13 de desembre de 2006 | Mount Lemmon         | Mt. Lemmon Survey   |
| 327899 | 2007 BH102             | 28 de gener de 2007    | Kitt Peak            | Spacewatch          |
| 327900 | 2007 CP27              | 6 de febrer de 2007    | Kitt Peak            | Spacewatch          |

## 327901-328000
| Nom    | Designació provisional | Data de descobriment   | Lloc de descobriment | Descobridor/s     |
| ------ | ---------------------- | ---------------------- | -------------------- | ----------------- |
| 327901 | 2007 CQ31              | 9 de gener de 2007     | Mount Lemmon         | Mt. Lemmon Survey |
| 327902 | 2007 CX38              | 6 de febrer de 2007    | Mount Lemmon         | Mt. Lemmon Survey |
| 327903 | 2007 CL39              | 6 de febrer de 2007    | Mount Lemmon         | Mt. Lemmon Survey |
| 327904 | 2007 CZ50              | 13 de febrer de 2007   | Marly                | P. Kocher         |
| 327905 | 2007 CX51              | 9 de febrer de 2007    | Catalina             | CSS               |
| 327906 | 2007 CR56              | 15 de febrer de 2007   | Catalina             | CSS               |
| 327907 | 2007 CQ58              | 10 de febrer de 2007   | Catalina             | CSS               |
| 327908 | 2007 CV78              | 8 de febrer de 2007    | Kitt Peak            | Spacewatch        |
| 327909 | 2007 CK79              | 9 de febrer de 2007    | Catalina             | CSS               |
| 327910 | 2007 DU4               | 17 de febrer de 2007   | Kitt Peak            | Spacewatch        |
| 327911 | 2007 DC12              | 16 de febrer de 2007   | Catalina             | CSS               |
| 327912 | 2007 DQ12              | 16 de febrer de 2007   | Catalina             | CSS               |
| 327913 | 2007 DA14              | 17 de febrer de 2007   | Kitt Peak            | Spacewatch        |
| 327914 | 2007 DP21              | 17 de febrer de 2007   | Kitt Peak            | Spacewatch        |
| 327915 | 2007 DH23              | 17 de febrer de 2007   | Kitt Peak            | Spacewatch        |
| 327916 | 2007 DT24              | 17 de febrer de 2007   | Kitt Peak            | Spacewatch        |
| 327917 | 2007 DJ25              | 17 de febrer de 2007   | Kitt Peak            | Spacewatch        |
| 327918 | 2007 DZ26              | 17 de febrer de 2007   | Kitt Peak            | Spacewatch        |
| 327919 | 2007 DX27              | 17 de febrer de 2007   | Kitt Peak            | Spacewatch        |
| 327920 | 2007 DV29              | 17 de febrer de 2007   | Kitt Peak            | Spacewatch        |
| 327921 | 2007 DX31              | 17 de febrer de 2007   | Kitt Peak            | Spacewatch        |
| 327922 | 2007 DW36              | 17 de febrer de 2007   | Kitt Peak            | Spacewatch        |
| 327923 | 2007 DN42              | 17 de febrer de 2007   | Kitt Peak            | Spacewatch        |
| 327924 | 2007 DK43              | 17 de febrer de 2007   | Catalina             | CSS               |
| 327925 | 2007 DK47              | 21 de febrer de 2007   | Mount Lemmon         | Mt. Lemmon Survey |
| 327926 | 2007 DF49              | 23 de febrer de 2007   | Altschwendt          | W. Ries           |
| 327927 | 2007 DH51              | 17 de febrer de 2007   | Catalina             | CSS               |
| 327928 | 2007 DY59              | 22 de febrer de 2007   | Socorro              | LINEAR            |
| 327929 | 2007 DU63              | 21 de febrer de 2007   | Kitt Peak            | Spacewatch        |
| 327930 | 2007 DT67              | 21 de febrer de 2007   | Kitt Peak            | Spacewatch        |
| 327931 | 2007 DK74              | 21 de febrer de 2007   | Mount Lemmon         | Mt. Lemmon Survey |
| 327932 | 2007 DL78              | 23 de febrer de 2007   | Socorro              | LINEAR            |
| 327933 | 2007 DW78              | 23 de febrer de 2007   | Kitt Peak            | Spacewatch        |
| 327934 | 2007 DX90              | 23 de febrer de 2007   | Mount Lemmon         | Mt. Lemmon Survey |
| 327935 | 2007 DV98              | 25 de febrer de 2007   | Mount Lemmon         | Mt. Lemmon Survey |
| 327936 | 2007 DX110             | 23 de febrer de 2007   | Mount Lemmon         | Mt. Lemmon Survey |
| 327937 | 2007 DE113             | 17 de febrer de 2007   | Kitt Peak            | Spacewatch        |
| 327938 | 2007 EX5               | 9 de març de 2007      | Mount Lemmon         | Mt. Lemmon Survey |
| 327939 | 2007 EY10              | 9 de març de 2007      | Kitt Peak            | Spacewatch        |
| 327940 | 2007 EW13              | 9 de març de 2007      | Kitt Peak            | Spacewatch        |
| 327941 | 2007 EQ14              | 9 de març de 2007      | Mount Lemmon         | Mt. Lemmon Survey |
| 327942 | 2007 EX18              | 10 de març de 2007     | Kitt Peak            | Spacewatch        |
| 327943 | 2007 EQ26              | 9 de març de 2007      | Vallemare Borbon     | V. S. Casulli     |
| 327944 | 2007 EW29              | 9 de març de 2007      | Kitt Peak            | Spacewatch        |
| 327945 | 2007 ED30              | 9 de març de 2007      | Palomar              | NEAT              |
| 327946 | 2007 EO37              | 11 de març de 2007     | Mount Lemmon         | Mt. Lemmon Survey |
| 327947 | 2007 EJ38              | 11 de març de 2007     | Mount Lemmon         | Mt. Lemmon Survey |
| 327948 | 2007 ET46              | 9 de març de 2007      | Mount Lemmon         | Mt. Lemmon Survey |
| 327949 | 2007 EE54              | 11 de març de 2007     | Mount Lemmon         | Mt. Lemmon Survey |
| 327950 | 2007 EW62              | 10 de març de 2007     | Kitt Peak            | Spacewatch        |
| 327951 | 2007 EO72              | 10 de març de 2007     | Kitt Peak            | Spacewatch        |
| 327952 | 2007 EP76              | 10 de març de 2007     | Kitt Peak            | Spacewatch        |
| 327953 | 2007 EQ81              | 28 d'octubre de 2005   | Mount Lemmon         | Mt. Lemmon Survey |
| 327954 | 2007 ES104             | 11 de març de 2007     | Mount Lemmon         | Mt. Lemmon Survey |
| 327955 | 2007 EC110             | 11 de març de 2007     | Kitt Peak            | Spacewatch        |
| 327956 | 2007 EG132             | 9 de març de 2007      | Mount Lemmon         | Mt. Lemmon Survey |
| 327957 | 2007 EN134             | 10 de març de 2007     | Kitt Peak            | Spacewatch        |
| 327958 | 2007 EH139             | 12 de març de 2007     | Kitt Peak            | Spacewatch        |
| 327959 | 2007 EQ146             | 12 de març de 2007     | Mount Lemmon         | Mt. Lemmon Survey |
| 327960 | 2007 EF148             | 12 de març de 2007     | Mount Lemmon         | Mt. Lemmon Survey |
| 327961 | 2007 EB149             | 12 de març de 2007     | Mount Lemmon         | Mt. Lemmon Survey |
| 327962 | 2007 EJ151             | 12 de març de 2007     | Mount Lemmon         | Mt. Lemmon Survey |
| 327963 | 2007 EP158             | 4 d'abril de 2003      | Kitt Peak            | Spacewatch        |
| 327964 | 2007 EG159             | 14 de març de 2007     | Mount Lemmon         | Mt. Lemmon Survey |
| 327965 | 2007 EV166             | 11 de març de 2007     | Mount Lemmon         | Mt. Lemmon Survey |
| 327966 | 2007 EP189             | 13 de març de 2007     | Mount Lemmon         | Mt. Lemmon Survey |
| 327967 | 2007 EH205             | 11 de març de 2007     | Kitt Peak            | Spacewatch        |
| 327968 | 2007 EB210             | 8 de març de 2007      | Palomar              | NEAT              |
| 327969 | 2007 EA221             | 13 de març de 2007     | Kitt Peak            | Spacewatch        |
| 327970 | 2007 FD7               | 16 de març de 2007     | Mount Lemmon         | Mt. Lemmon Survey |
| 327971 | 2007 FH8               | 16 de març de 2007     | Mount Lemmon         | Mt. Lemmon Survey |
| 327972 | 2007 FH15              | 16 de març de 2007     | Kitt Peak            | Spacewatch        |
| 327973 | 2007 FM22              | 20 de març de 2007     | Kitt Peak            | Spacewatch        |
| 327974 | 2007 FN26              | 20 de març de 2007     | Kitt Peak            | Spacewatch        |
| 327975 | 2007 FJ30              | 20 de març de 2007     | Mount Lemmon         | Mt. Lemmon Survey |
| 327976 | 2007 FP33              | 25 de març de 2007     | Mount Lemmon         | Mt. Lemmon Survey |
| 327977 | 2007 FO34              | 24 de març de 2007     | Moletai              | Moletai           |
| 327978 | 2007 FS39              | 17 de març de 2007     | Anderson Mesa        | LONEOS            |
| 327979 | 2007 FT45              | 16 de març de 2007     | Catalina             | CSS               |
| 327980 | 2007 FX45              | 16 de març de 2007     | Mount Lemmon         | Mt. Lemmon Survey |
| 327981 | 2007 FC47              | 20 de març de 2007     | Mount Lemmon         | Mt. Lemmon Survey |
| 327982 | 2007 GE2               | 10 d'abril de 2007     | Vallemare Borbon     | V. S. Casulli     |
| 327983 | 2007 GD12              | 11 d'abril de 2007     | Kitt Peak            | Spacewatch        |
| 327984 | 2007 GL20              | 11 d'abril de 2007     | Mount Lemmon         | Mt. Lemmon Survey |
| 327985 | 2007 GY21              | 11 d'abril de 2007     | Mount Lemmon         | Mt. Lemmon Survey |
| 327986 | 2007 GK22              | 11 d'abril de 2007     | Mount Lemmon         | Mt. Lemmon Survey |
| 327987 | 2007 GP22              | 11 d'abril de 2007     | Mount Lemmon         | Mt. Lemmon Survey |
| 327988 | 2007 GR22              | 11 d'abril de 2007     | Mount Lemmon         | Mt. Lemmon Survey |
| 327989 | 2007 GC32              | 10 d'abril de 2007     | Charleston           | Charleston        |
| 327990 | 2007 GJ33              | 11 d'abril de 2007     | Mount Lemmon         | Mt. Lemmon Survey |
| 327991 | 2007 GM38              | 14 d'abril de 2007     | Kitt Peak            | Spacewatch        |
| 327992 | 2007 GK40              | 14 d'abril de 2007     | Kitt Peak            | Spacewatch        |
| 327993 | 2007 GP42              | 14 d'abril de 2007     | Kitt Peak            | Spacewatch        |
| 327994 | 2007 GQ48              | 14 d'abril de 2007     | Kitt Peak            | Spacewatch        |
| 327995 | 2007 GV52              | 14 d'abril de 2007     | Kitt Peak            | Spacewatch        |
| 327996 | 2007 GQ57              | 15 d'abril de 2007     | Kitt Peak            | Spacewatch        |
| 327997 | 2007 GU59              | 15 d'abril de 2007     | Kitt Peak            | Spacewatch        |
| 327998 | 2007 GG62              | 14 de setembre de 1998 | Kitt Peak            | Spacewatch        |
| 327999 | 2007 GL64              | 15 d'abril de 2007     | Kitt Peak            | Spacewatch        |
| 328000 | 2007 GW66              | 15 d'abril de 2007     | Kitt Peak            | Spacewatch        |